# Cardcaptor Sakura
Cardcaptor Sakura (Nhật: カードキャプターさくら Hepburn: Kādokyaputā Sakura), viết tắt là CCS, còn được biết đến với nhan đề Thủ lĩnh thẻ bài, là một loạt shōjo manga sáng tác và minh họa bởi nhóm nghệ sĩ Nhật Bản CLAMP. Manga đăng lần đầu tiên trên tạp chí Nakayoshi từ tháng 5 năm 1996 đến tháng 6 năm 2000, và sau đó được Kōdansha phát hành thành 12 tập tankōbon từ tháng 11 năm 1996 đến tháng 7 năm 2000. Câu chuyện xoay quanh Kinomoto Sakura, một học sinh tiểu học tình cờ phát hiện ra tiềm năng phép thuật của mình sau khi vô tình mở quyển sách chứa một bộ thẻ bài ma thuật bị niêm phong đã nhiều năm. Sau đó, cô được giao nhiệm vụ phải thu phục tất cả thẻ bài đang phân tán nhằm ngăn chặn chúng phá hủy thế giới. Phần tiếp theo của manga này, Cardcaptor Sakura – Thẻ bài pha lê, theo chân Sakura khi cô đã học cấp 2 trung học, được đăng thường kỳ trên Nakayoshi từ tháng 7 năm 2016 đến tháng 1 năm 2024.
Cardcaptor Sakura không giống với bất kỳ tác phẩm nào trước đó của CLAMP, và đây là lần đầu tiên nhóm tác giả thực hiện một manga thể loại ma pháp thiếu nữ. Mặc dù lấy phép thuật làm phương tiện phát triển, chủ đề chính của tác phẩm là tình yêu và các mối quan hệ giữa người với người. Kịch bản được xây dựng theo hướng tránh phải suy xét về tính đúng đắn của các tình cảm đồng tính hay ái nhi, và tình yêu được chấp nhận ở mọi hình thái của nó. Phong cách nghệ thuật chính của tác phẩm là sự mềm mại và dễ thương, với rất nhiều loài hoa được minh họa làm nền. Trang phục chiến đấu của Sakura là một điểm nhấn vì sự phong phú và thay đổi thường xuyên. Những lá bài Clow chịu ảnh hưởng từ bài tarot đôi khi được xem là một phép ẩn dụ về số phận. Một số nhân vật trong Cardcaptor Sakura về sau đã trở thành hình mẫu khai thác thường xuyên của CLAMP, biến nó thành một phần trong vũ trụ hư cấu, cùng các đại diện tiêu biểu khác là ×××HOLiC và Tsubasa -RESERVoir CHRoNiCLE-.
Tác phẩm được Madhouse chuyển thể thành một bộ anime truyền hình dài 70 tập, phát sóng tại Nhật Bản trên kênh NHK BS2 từ tháng 4 năm 1998 đến tháng 3 năm 2000. Hai bộ phim anime điện ảnh cũng được hãng này sản xuất và công chiếu vào tháng 8 năm 1999 và tháng 7 năm 2000. Một số loại hình truyền thông dựa theo khác gồm trò chơi điện tử, artbook, sách tranh, truyện tranh anime và tiểu thuyết anime. Manga Cardcaptor Sakura được dịch và phát hành tại ít nhất 20 quốc gia ngoài Nhật Bản, trong đó TVM Comics mua bản quyền phát hành phiên bản tiếng Việt tại thị trường Việt Nam từ tháng 7 năm 2014 đến tháng 10 năm 2015, do Nhà xuất bản Hải Phòng ấn hành. Anime được phát sóng lần đầu trên kênh HTV3 vào năm 2008 với tên gọi Thủ lĩnh thẻ bài với đơn vị mua bản quyền và thực hiện lồng tiếng là Công ty cổ phần Truyền thông Trí Việt (TVM Corp.).
Các nhà phê bình đánh giá cao sự sáng tạo của manga và mô tả nó là tinh hoa của loại hình truyện tranh dành cho thiếu nữ. Nội dung sâu sắc cùng phong cách nghệ thuật đáng yêu của nó cũng gây nhiều chú ý. Cardcaptor Sakura nhận giải Seiun với danh hiệu Manga xuất sắc nhất vào năm 2001. Chuyển thể anime truyền hình được khen ngợi vì đã thu hút sự chú ý của mọi lứa tuổi khán giả từ trẻ em đến người lớn; mặc dù một vài mối quan hệ giữa các nhân vật bị kiểm duyệt tại một số quốc gia. Công nghệ hoạt họa và hình ảnh trong phim tạo được ấn tượng, đặc biệt là những màn thi triển phép thuật "gần như độc nhất" của Sakura. Phim đã thắng giải Animage Grand Prix với danh hiệu Anime xuất sắc nhất vào năm 1999, và sau đó được bình chọn vào danh sách 100 phim hoạt hình tiêu biểu của Nhật Bản nhân Liên hoan Nghệ thuật truyền thông lần thứ 10 năm 2006.

## Tổng quan

### Thiết lập
Phần chính trong cốt truyện của Cardcaptor Sakura diễn ra tại một thị trấn hư cấu ở Nhật Bản tên là Tomoeda, tọa lạc ở ngoại vi Tokyo, cũng là nơi nhân vật chính Kinomoto Sakura chào đời và sinh sống. Nhà của Sakura là địa điểm được giới thiệu thường xuyên và là nơi khởi nguồn của mọi sự kiện. Ngôi nhà có hai tầng bao gồm tầng lửng, và một tầng hầm chứa nhiều sách cũ. Trường tiểu học Tomoeda là nơi Sakura và bạn bè cùng lớp của cô lui tới hàng ngày; trong khuôn viên trường có một tháp đồng hồ lớn có thể quan sát được từ nhiều nơi trong thị trấn. Liền kề với ngôi trường này là Trường trung học Seijou, nơi anh trai của Sakura là Tōya theo học, được phân cách bởi một dãy hàng rào có thể trèo qua lại. Công viên trung tâm Tomoeda trên đường đến trường của Sakura có đặt chiếc cầu trượt khổng lồ hình chim cánh cụt; công viên nằm cạnh một hồ nước và thường diễn ra các hội chợ. Từ đây có thể nhìn sang một ngọn đồi có rừng cây rậm rạp và phần vách đá chạy dọc theo rìa thị trấn. Gần đó còn có đền Thần đạo Tsukimine. Ngoài phạm vi Tomoeda, Tháp Tokyo là địa danh có thật và là khung cảnh quan trọng trong phần cuối manga.[ch. 43–44]
Thế giới trong tác phẩm có sự tồn tại của phép thuật, minh chứng ở Clow Reed, một pháp sư hùng mạnh tạo ra nhiều ma pháp pha trộn các yếu tố của phương Đông và phương Tây.[tập 2:100] Clow Reed đã chết từ rất lâu trước khi Cardcaptor Sakura bắt đầu, ngay tại thị trấn Tomoeda.[tập 7:126–136] Ông chuyển sinh bằng cách tách linh hồn mình ra làm hai nửa, một trở thành Hīragizawa Eriol, và nửa kia là bố của Sakura, Fujitaka.[ch. 45] Tuy phép thuật là phương tiện dẫn dắt câu chuyện, dường như rất ít người nhận thức về sự tồn tại của nó, và Tomoeda hay những địa điểm khác được giới thiệu trong một nền văn minh áp dụng các tiến bộ khoa học kỹ thuật thông thường đương thời. Những hậu duệ hay họ hàng xa của Clow Reed, như Li Syaoran, có thể sử dụng phép thuật ở một mức độ nhất định.[ch. 8] Tuy mốc thời gian không bao giờ được đề cập cụ thể, câu chuyện có lẽ đã xảy ra trong khoảng giữa những năm 1988 và 2005, trùng thời điểm phát sóng bộ phim truyền hình Hagure Keiji Junjoha từng được nhắc đến trong tác phẩm.[tập 1:52]
Bộ bài Clow là một di sản ma thuật của Clow Reed, và vào thời điểm bắt đầu câu chuyện, nó được niêm phong trong một quyển sách cất giấu dưới tầng hầm nhà Sakura. Ngay lúc Sakura mở quyển sách này lần đầu tiên, các thẻ bài đã bị phân tán và sau đó cô phải thu phục chúng tại những địa điểm rải rác trong thị trấn Tomoeda.[tập 1:27–39] Có một "tai họa" hay "tai ương ghê gớm" trên toàn thế giới mà ngay chính Clow Reed cũng mong nó không xảy ra sau khi phong ấn của bộ bài được giải trừ.[tập 4:121–123] Mỗi lá bài trong bộ thẻ có quyền năng riêng (thường là các thuộc tính tự nhiên) và xuất hiện dưới hình dạng tương ứng khi được giải phóng,[tập 1:32] hầu hết đều là nhân dạng hóa. Chúng cũng có những cá tính riêng và có thể rất khác nhau, từ ôn hòa đến bạo lực.[tập 1:66] Mỗi khi Sakura thu phục một thẻ bài, cô phải viết tên mình lên trên để chúng nghe lệnh mình.[tập 1:69] Cùng với bộ bài là hai sinh vật giám hộ tên Cerberus và Yue, lần lượt đại diện cho thuộc tính của Mặt Trời và Mặt Trăng.[ch. 22] Cerberus sẽ đề cử một ứng viên làm chủ nhân mới của bộ bài do Clow Reed đã chết, và ứng viên này cần trải qua thử thách của Yue dưới tên "phán quyết cuối cùng" để chính thức được lựa chọn.[ch. 25–26]

### Cốt truyện
Cardcaptor Sakura xoay quanh cô bé 10 tuổi tên Kinomoto Sakura, người vô tình mở một quyển sách bị niêm phong dưới tầng hầm nhà mình, bên trong chứa bộ bài ma thuật Clow. Thần thú giám hộ bộ bài là Cerberus thoát ra khỏi sách và giao cho Sakura nhiệm vụ thu phục các thẻ bài đã thất lạc, đang ẩn mình rải rác trong thị trấn Tomoeda. Để làm việc này, Sakura phải chiến đấu và đánh bại những thuộc tính ma thuật của từng thẻ bài một mỗi khi tìm thấy chúng. Cerberus đóng vai trò là người hướng dẫn của cô, trong khi người bạn thân Daidōji Tomoyo ghi hình toàn bộ quá trình chiến đấu và thiết kế trang phục cho Sakura.[ch. 1] Anh trai của Sakura là Kinomoto Tōya luôn quan sát mọi hoạt động của cô một cách âm thầm và vờ như không biết gì cả. Li Syaoran, một cậu bé bằng tuổi Sakura, chuyển đến Tomoeda từ Hồng Kông với mục đích chiếm các thẻ bài cho riêng mình. Dù ban đầu là đối thủ của nhau, cậu dần tôn trọng Sakura và bắt đầu giúp đỡ cô thu phục chúng. Khi Sakura đã nắm trong tay tất cả thẻ bài, cô phải trải qua sự thử thách chọn lựa chủ nhân của Yue, người giám hộ thứ hai của bộ bài; Yue là hình dạng thật của Tsukishiro Yukito, bạn thân nhất của Tōya. Cuối cùng Sakura đã vượt qua thử thách và chính thức trở thành chủ nhân mới của bộ bài Clow.[ch. 25–26]

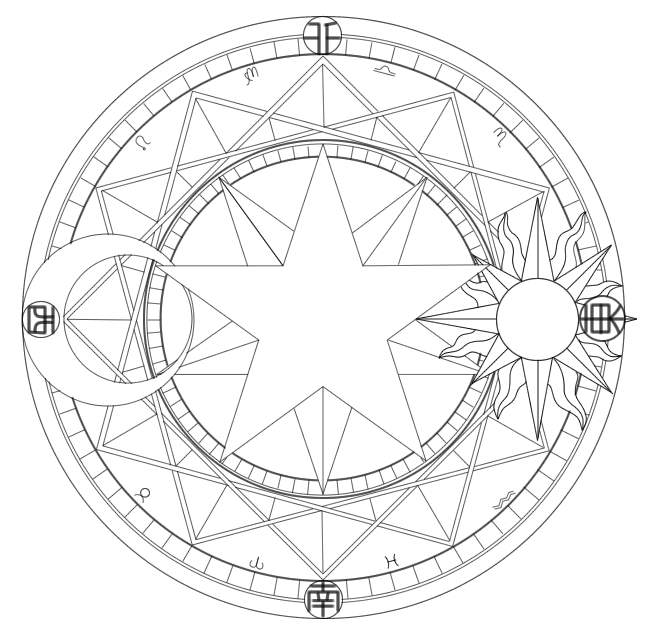
Ma pháp trận do Sakura thi triển sau khi cô đã có thể biến các thẻ bài Clow thành thẻ bài Sakura. Ma pháp trận nguyên thủy của Clow Reed lấy Mặt Trời làm tâm điểm trên một đĩa sao 12 cánh, trong khi Mặt Trăng bị dồn về một bên. Ma pháp trận mới của Sakura biểu thị cho "sức mạnh từ các vì tinh tú" đã đưa Mặt Trời và Mặt Trăng về trạng thái cân bằng trong khi lấy ngôi sao làm trục đối xứng.

Một thời gian sau, Hīragizawa Eriol, một học sinh chuyển trường từ Anh, đến Tomoeda và gây náo loạn cùng với hai sinh vật giám hộ: Spinel Sun và Ruby Moon. Vì đột nhiên không thể kích hoạt bộ bài Clow, Sakura đã dùng gậy phép của cô tạo ra một phép thuật mới, có thể biến thẻ bài Clow thành thẻ bài Sakura.[ch. 28–29] Yue trong hình dạng Yukito ngày càng yếu hơn, vì anh cần được Sakura hỗ trợ phép thuật, nhưng quyền năng của cô vẫn chưa đủ mạnh để duy trì nó. Tōya đã trao toàn bộ sức mạnh tâm linh của anh cho Yue để cứu sống Yukito.[ch. 38] Mọi chuyện kết thúc khi Eriol giải thích với Sakura rằng, mục đích cậu gây rối là để ép Sakura phải chuyển hóa bộ bài nhằm giữ cho chúng không bị mất đi phép lực.[ch. 45] Syaoran sau đó thổ lộ tình cảm mình dành cho Sakura, trong khi bản thân cô bé cũng nhận ra mình đã phải lòng cậu.[ch. 46–50] Cardcaptor Sakura kết thúc khi Syaoran quay về Hồng Kông với lời hứa sẽ trở lại. Hai năm sau, Syaoran chuyển đến sống ở Tomoeda mãi mãi,[tập 12:176] và kịch bản được tiếp nối bởi hậu truyện Cardcaptor Sakura – Thẻ bài pha lê.
Trong chuyển thể anime, ngoài sự gia tăng số lượng thẻ bài từ 19 lá cần thu phục lên thành 52 lá, một số phân cảnh bị thay đổi và trì hoãn, như hình dạng thật của Cerberus không được tiết lộ cho đến khi Yue xuất hiện. Một vài hoàn cảnh thu phục thẻ bài cũng khác đi, chẳng hạn như Syaoran thu phục một số thẻ bài cho riêng mình và cũng được Yue thử thách. Cô em họ luôn ngưỡng mộ Syaoran, Li Meiling, chỉ được giới thiệu trong anime, xem Sakura vừa là bạn vừa là tình địch trong nửa sau bộ phim cho đến khi cô quay về Hồng Kông. Lời giải thích về nguồn gốc thật sự của Eriol hay mối quan hệ giữa gia đình Sakura với Clow Reed ở cuối phim cũng khác so với nguyên tác. Anime truyền hình sắp đặt mối quan hệ giữa Sakura và Syaoran trong tình trạng không rõ ràng, nhưng Sakura đã thổ lộ với Syaoran trong đoạn kết của bộ phim điện ảnh thứ hai, Gekijōban Cardcaptor Sakura: Fuuin Sareta Card. Cũng trong bộ phim này, Sakura có thể sáng tạo ra thẻ bài mới, một quyền năng không có trong manga.

### Nhân vật chính
Hầu như tất cả nhân vật chính trong Cardcaptor Sakura đều là con người có khả năng sử dụng phép thuật hoặc sở hữu ngoại cảm. Kinomoto Sakura phát triển quyền năng của mình theo diễn tiến câu chuyện cho đến khi cô trở thành pháp sư mạnh nhất thế giới, vượt qua cả Clow Reed.[ch. 45–56] Lúc mở đầu câu chuyện, Sakura đang học lớp 4 tại Trường tiểu học Tomoeda, được miêu tả là một cô bé dễ thương, tốt bụng, năng động, có năng khiếu thể thao trong khi lại rất sợ ma.[ch. 1–3] Tính cách đặc trưng nhất của Sakura là lòng kiên trì không khoan nhượng cùng sự lạc quan thể hiện qua "câu thần chú" quen thuộc mỗi khi đối mặt với thử thách của cô: "mọi chuyện nhất định sẽ ổn thôi" (絶対大丈夫だよ). Mặc dù Sakura khá ngây thơ, vụng về và thiếu quan sát thấu đáo, đã nhiều lần cô nắm bắt cảm xúc của người khác một cách sâu sắc. Bạn đồng hành của Sakura là Cerberus, một trong hai sinh vật giám hộ bộ bài Clow, mang hình dáng của báo sư tử khổng lồ với đôi cánh lớn, nhưng thường chỉ được nhìn thấy trong hình hài một con thú nhồi bông nhỏ biết bay. Cerberus hiểu biết uyên thâm về chủ nghĩa thần bí và khi ở dạng thú nhồi bông, nó được miêu tả là háu ăn, nghiện video game và hay tự ái.
Sakura thân thiện, hòa đồng và vì vậy được mọi người xung quanh quý mến. Một trong những người bị thu hút bởi tính cách đó là Daidōji Tomoyo, cô bạn thân nhất học cùng lớp với Sakura từ năm lớp 3. Tomoyo gọi người mẹ đã mất của Sakura là dì, vì bà và mẹ của cô bé là chị em họ.[ch. 6–7] Mặc dù là một tiểu thư giàu có,[tập 1:40] Tomoyo là người bao dung, chín chắn, lịch sự và tinh tế, nhìn thấy một phần qua cách cô sử dụng từ ngữ chuẩn mực so với học sinh tiểu học. Sở hữu giọng hát rất hay,[tập 1:29] nhưng Tomoyo đặc biệt thể hiện tài năng ở lĩnh vực thiết kế thời trang, và "người mẫu" thường xuyên nhất của cô là Sakura với các trang phục chiến đấu vô cùng phong phú.[tập 1:42] Tomoyo không có khả năng sử dụng phép thuật, nhưng cô xuất hiện trong hầu hết phân cảnh thu phục thẻ bài của Sakura như một người quay phim, và tỏ ra hứng thú với công việc này đến mức đôi khi khiến Sakura cảm thấy lúng túng. Tomoyo thật sự phải lòng Sakura và đã bày tỏ với cô bé,[tập 2:66] dù Sakura xem tình cảm này như mối quan hệ bạn bè đặc biệt.
Li Syaoran là một người họ hàng xa của Clow Reed, sinh ra ở Hồng Kông và chuyển đến sống ở Nhật Bản vì cậu tự cho mình là người thừa kế xứng đáng của bộ bài Clow. Mặc dù bằng tuổi và có cùng mục tiêu với Sakura, ban đầu Syaoran tỏ ra lạnh nhạt và khá thô lỗ với cô bé, cũng như thường xuyên chỉ trích Sakura vì những thiếu sót của cô trong quá trình thu phục thẻ bài. Cậu cũng được miêu tả là một người cô độc, sống tự lập dù vẫn còn nhỏ. Cả Syaoran và Sakura đều bị thu hút bởi Tsukishiro Yukito[tập 4:83] và cư xử với nhau như "tình địch" (theo cách gọi của Tomoyo) ở phần đầu tác phẩm,[ch. 9–11] cho đến khi cậu nhận thức rõ tình cảm này đến từ sức mạnh Mặt Trăng có trong hình dạng thật của Yukito.[tập 8:29] Syaoran đã yêu Sakura một cách chân thành sau những lần chiến đấu cùng nhau, nhưng không đủ can đảm để thổ lộ điều này cho đến gần cuối câu chuyện, và liên tục đỏ mặt mỗi khi cô bé ở quanh. Trang phục chiến đấu và các ma thuật mà Syaoran sử dụng thiên về ngũ hành và mang dấu ấn của Đạo giáo Trung Hoa.
Anh trai Sakura, Kinomoto Tōya, đang học năm thứ hai cao trung và rất thích trêu chọc cô bé. Trên thực tế anh rất quan tâm đến Sakura và biết về sứ mệnh của cô.[tập 8:127] Anh làm rất nhiều loại công việc bán thời gian ở hầu như mọi nơi mà Sakura lui tới. Mang nhiều nét giống cha, Tōya giỏi nấu ăn, tốt bụng và thích thể thao, dù tỏ ra khá trầm tính. Anh cũng có năng lực tâm linh mạnh, nhìn thấy được những thứ không phải con người,[ch. 11–12] và sở hữu linh cảm. Tōya có xu hướng đối nghịch với Syaoran, với nhận định rằng một ngày nào đó cậu ta sẽ "cướp đi thứ quý giá nhất" của mình, ngụ ý về Sakura.[tập 10:147] Tōya có quan hệ lãng mạn với Yukito,[ch. 39] một vỏ bọc được tạo ra để che giấu danh tính thực sự của Yue, sinh vật giám hộ thứ hai của bộ bài Clow.[tập 6:105] Trong hình dạng thật, Yue mang diện mạo của một bishōnen với ánh nhìn lạnh lùng và phong thái trầm mặc, cùng đôi cánh lớn như Cerberus. Trong hình hài Yukito, vốn không hay biết gì về nhân dạng kia của mình, anh rất thông minh, tử tế và là người trong mộng của Sakura.

## Sáng tác
—Ohkawa Nanase
Cardcaptor Sakura ra đời một thời gian ngắn sau khi manga Magic Knight Rayearth của CLAMP kết thúc quá trình đăng tải trên tạp chí Nakayoshi do nhà xuất bản Kōdansha ấn hành. Trưởng ban biên tập của CLAMP là Yamonouchi Hideki đề xuất họ thực hiện một tác phẩm khác cho Nakayoshi, nên nhóm đã quyết định sáng tác một xê-ri "phong cách Nakayoshi", trái ngược với Rayearth, và mô tả đây là bộ truyện không giống như bất kì tác phẩm nào trước đó của họ. Chủ bút Ohkawa Nanase của CLAMP nảy ra ý tưởng đầu tiên là sáng tác một bộ truyện ma pháp thiếu nữ (mahō shōjo), mặc dù cô không thành thạo thể loại này. Ohkawa muốn nhân vật nữ chính Sakura cùng nhóm tuổi với phần lớn độc giả của Rayearth để người hâm mộ cảm thấy gần gũi hơn với cô bé. Sakura và các bạn thân học lớp 4 tiểu học vì Ohkawa cảm thấy đó là giao điểm giữa trẻ con và "một cái gì đó mới hơn nữa đang chờ phía trước." Vì Sakura có sự khác biệt so với cách xây dựng nhân vật thông thường của CLAMP, Ohkawa đã thiết kế một số nhân vật như Tomoyo và Cerberus sao cho tương đồng với những sáng tác trước đây. Khi Ohkawa đã nghĩ ra đủ thông tin về nhân vật, đến lượt ba họa sĩ trong CLAMP—Mokona, Nekoi Tsubaki và Igarashi Satsuki—vẽ phác thảo họ dựa theo lời mô tả của cô. Chỏm tóc chỉa ra trước trán của Sakura do Mokona sáng tạo vì cô nghĩ nó trông nổi bật. Khi tạo hình cho Cerberus, Ohkawa muốn có một mẫu linh vật bầu bạn với Sakura, nhưng Nekoi đã phải thử vẽ nhiều hình dáng khác nhau, bao gồm chó và sóc, trước khi chính thức xuất xưởng phiên bản cuối cùng. CLAMP có xu hướng tạo dựng những tham chiếu qua lại giữa các tác phẩm của họ để hình thành một vũ trụ hư cấu. Mối liên kết này được thể hiện trong những tác phẩm ra mắt vào năm 2003 là ×××HOLiC và đặc biệt là Tsubasa -RESERVoir CHRoNiCLE-, với Sakura và Syaoran là hai hình mẫu nhân vật được khai thác thường xuyên.
Bộ bài Clow chịu ảnh hưởng từ thiết kế của bài tarot. Mặt sau và viền của từng lá bài được tạo ra đầu tiên, sau đó Mokona vẽ hình lên khi đã xác định được tên và quyền năng của chúng trong câu chuyện. Hầu hết thẻ bài có nhân dạng hóa là nữ, bởi vì người tạo ra chúng—Clow Reed—là đàn ông. Đã có nhiều đề xuất về nhan đề cho bộ truyện này theo hướng kết hợp tên của nhân vật chính, như Cardcaster Sakura và Card Character Sakura, trước khi Nekoi chốt cái tên Cardcaptor Sakura. CLAMP mất rất nhiều thời gian chuyển tải toàn bộ kịch bản lên những khung tranh và trang truyện ít ỏi được định sẵn theo đối tượng độc giả của họ. Mặc dù Ohkawa là người hoạch định dự án Cardcaptor Sakura từ đầu đến cuối, cô không bao giờ tiết lộ cốt truyện với các thành viên khác của nhóm, mà chỉ đưa cho họ kịch bản của từng chương một. Ban đầu Mokona vẽ Tomoyo theo hướng phải lòng Tōya, vậy nên cô đã hoàn toàn bất ngờ khi nhận được kịch bản của chương truyện cho thấy Tomoyo yêu Sakura. Kịch bản được dự kiến sẽ thuộc loại câu chuyện "cứ cố gắng hết sức rồi sẽ thành công," nhưng thay vào đó Ohkawa lại triển khai tác phẩm theo lối suy nghĩ "mọi chuyện nhất định sẽ ổn thôi" của Sakura. Ohkawa muốn xây dựng một cốt truyện mà "thiểu số sẽ cảm thấy thoải mái," ngụ ý những mối quan hệ đồng tính và cấm kỵ thường thấy trong manga. Sakura là kiểu nhân vật có những suy nghĩ cởi mở về sự khác nhau giữa quan hệ gia đình và các hình thái của tình yêu, và "sẵn sàng chấp nhận tình yêu ở mọi hình thái của nó," vì Ohkawa muốn cô bé đối xử với tất cả mọi người thật bình đẳng. Lấy Tomoyo và Sakura làm ví dụ, Ohkawa chỉ ra loại tình cảm điển hình trong tác phẩm. Cô lý giải việc Tomoyo và Sakura—vốn không xem giới tính là trở ngại trong chuyện tình cảm của mình—cuối cùng không trở thành một cặp chẳng phải vì Tomoyo là con gái, mà bởi vì Sakura không yêu Tomoyo theo một cách lãng mạn. Ohkawa đã thấy bất ngờ khi Syaoran được độc giả nam yêu thích, mà chủ yếu vì họ cảm thông với loại tình cảm mà cậu dành cho Sakura.

Tên "Sakura" (桜) được đặt theo tên cháu gái của Mokona, tuy nhiên chữ kanji trong tên người này có cách viết khác.

Ohkawa đã khuyên các họa sĩ, đặc biệt là Mokona, đi những nét mảnh và cố gắng diễn tả mọi thứ bằng các đường cong tương phản với đường thẳng. Phong cách nghệ thuật đã được duyệt xét ngay từ đầu để thống nhất với thế giới quan trong Cardcaptor Sakura. Ohkawa muốn có một bộ truyện tạo cảm giác "mềm mại, đáng yêu," vì vậy cô đã yêu cầu họa sĩ không sử dụng quá nhiều mực và cần làm sáng trang truyện. Cô cố gắng tạo ra các nhân vật thật khác nhau và dễ phân biệt, ngay cả trong những cảnh chiến đấu. Sakura tóc ngắn và có màu sáng, nên Ohkawa để Tomoyo tóc dài và có màu tối. Khi phải vẽ rất nhiều hoa dùng làm cảnh nền cho manga, Nekoi tham khảo hàng loạt tài liệu để tìm bông hoa thích hợp, và cố gắng tránh vẽ trùng một loại hoa nhiều hơn một lần trong mỗi chương. Igarashi nhận xét rằng họ "chưa bao giờ phải minh họa nhiều hoa như vậy trong một tác phẩm," nhưng cả nhóm cố ý không sử dụng hoa hồng. CLAMP muốn kết hợp yếu tố chuyển đổi cảnh nền vào Cardcaptor Sakura, nhưng vì nhiều manga thể loại cô gái phép thuật khác cho nhân vật nữ mặc đồng phục chiến đấu, nhóm muốn Sakura khoác lên người nhiều kiểu quần áo phong phú. CLAMP cảm thấy rằng "thật là chán khi một cô gái chỉ mặc độc một bộ đồ mọi lúc." Các chi tiết nhỏ thường nhật được cân nhắc kỹ, trên cơ sở tập trung vào tính "dễ thương;" CLAMP không muốn thể hiện các yếu tố "chết chóc" trong tác phẩm.

## Chủ đề
Chủ đề trung tâm của Cardcaptor Sakura là tình yêu và các mối quan hệ giữa người với người. Suốt tác phẩm, nhiều dạng thức của tình yêu được phơi bày, bao gồm "tình yêu giữa anh chị em, tình yêu tuổi mới lớn, tình yêu không được đáp trả, [và] tình yêu đúng nghĩa". Ý tưởng rằng tình yêu có thể xảy đến ở mọi hình thái là một bản sắc của CLAMP, kể cả những mối quan hệ mà học sinh tiểu học—đối tượng độc giả chính của tác phẩm—khó có thể hiểu hết. Đôi khi, CLAMP bỏ qua cả thẻ bài Clow trong nhiều chương để tập trung hơn vào các mối quan hệ của Sakura và những người xung quanh cô. Tình yêu kiểu Platon thể hiện nơi Tomoyo, nhân vật mà Ohkawa tạo ra để "Sakura có một người bạn nữ luôn ủng hộ và biết mọi chuyện [về mình]." Kiểu tình cảm một mực cho đi nhưng không cần đáp trả này, theo phân tích của nhà phê bình Saiga Kiyoshi, là rất khó chấp nhận ở hiện thực, nhưng lại là nguồn cảm hứng chính cho tác phẩm. Những mối quan hệ cũng hoàn toàn đơn thuần như bản chất của chúng, được CLAMP thận trọng thể hiện theo cách tránh phải suy xét về tính đúng đắn. Đơn cử, tình cảm lãng mạn giữa nữ sinh tiểu học Sasaki Rika và người thầy của cô là Terada Yoshiyuki dưới ngòi bút của CLAMP có thể được nhìn nhận thành một câu chuyện "hoàn thành tâm nguyện" ngọt ngào và trong sạch, hoặc nếu đánh giá nghiêm túc hơn: một chuyện tình ái nhi mức độ nhẹ.
Saiga nhìn thấy những ẩn ý khác trong tác phẩm, bao gồm những đấu tranh thầm lặng vượt qua thiếu thốn và khó khăn trong cuộc sống, ví dụ như hoàn cảnh mồ côi mẹ của Sakura và nếp sinh hoạt tại một đất nước xa lạ của Syaoran. Bởi vì manga luôn thể hiện "những tia sáng dịu dàng," ít ai nhận ra các nhân vật thật sự có nhiều tổn thương. Dani Cavallaro ví Cardcaptor Sakura như một tiểu thuyết bildungsroman theo dõi sự phát triển của trẻ em, và mô tả nó như một "biên niên ký những cám dỗ mà con trẻ nên trải nghiệm trên đường trưởng thành của mình." Tuy nhiên, không giống như các đại diện khác của loại hình shōjo, rốt cuộc Sakura không trở thành một nữ chính ra dáng người lớn hơn, mà vẫn chỉ là một đứa trẻ trong toàn bộ câu chuyện. Nhìn nhận về sự tương đồng giữa thẻ bài Clow và bài tarot, Cavallaro cho rằng nhóm tác giả cố tình xây dựng một phép ẩn dụ về số phận, có thể trở nên tốt hơn hoặc xấu đi, thể hiện qua cách mà Sakura đối diện với những thử thách trong quá trình thu phục thẻ bài. Saiga lưu ý các câu chuyện của CLAMP không bao giờ bộc lộ hết ra ngoài mà chứa đầy ẩn ý; cái mà họ muốn hướng đến trong tác phẩm này là những "khác biệt" đến từ các yếu tố bên lề.
J. D. Considine so sánh hành vi mở quyển sách chứa các thẻ bài Clow bị phong ấn của Sakura với sự tích "chiếc hộp Pandora" trong thần thoại Hy Lạp. Biên tập viên Melinda Beasi trên trang Manga Bookshelf chú ý đến lối suy nghĩ "mọi chuyện nhất định sẽ ổn thôi" của Sakura, mô tả nó "không chỉ là một dạng bùa chú bán ma thuật cao cấp, mà còn là triết lý bao quát manga." Những đối tượng mà Sakura chiến đấu với, theo phân tích của nhà văn Asano Atsuko, giả định trong một thế giới hiện đại, cũng giống như cách con người chiến đấu chống lại những "sự lọc lừa và thông tin sai lạc ở mọi nơi, nơi ranh giới giữa sự thật, công lý và tội ác bị xóa nhòa," khiến cho chúng ta mất đi niềm tin vào chính mình hay ở những người khác. Asano cảm thấy Sakura, vừa đáng yêu vừa mạnh mẽ, có thể đại diện cho những gì là "lý tưởng" trong cuộc sống ngày nay, qua cách cô luôn giữ vững lòng tin, nói "mọi chuyện nhất định sẽ ổn thôi," biến những từ ngữ đơn giản thành chuyển động tích cực và làm mới nó. Bà nhấn mạnh đó là "tiếng nói của những thiếu nữ, [là] loại ma thuật mà chỉ những thiếu nữ mới có thể sử dụng."

## Phương tiện truyền thông

### Manga
Nguyên bản của Cardcaptor Sakura là một xê-ri manga do nhóm nghệ sĩ CLAMP viết và minh họa. Tác phẩm được đăng thường kì hàng tháng trên tạp chí shōjo (nhằm vào những thiếu nữ) Nakayoshi từ tháng 5 năm 1996 đến tháng 6 năm 2000. Kōdansha biên tập các chương này và xuất bản thành 12 tankōbon từ tháng 11 năm 1996 đến tháng 7 năm 2000. Sau đó, Kōdansha tái bản loạt truyện dưới dạng bìa cứng và khổ lớn hơn với hình bìa được thay đổi, gọi là "ấn bản mới" (新装版 shinsōban), từ tháng 3 năm 2004 đến tháng 2 năm 2005. Từ tháng 3 đến tháng 8 năm 2015, Cardcaptor Sakura vinh dự được phát hành ấn bản đặc biệt nhân kỷ niệm 60 năm ra đời tạp chí Nakayoshi. Truyện được in thành chín tập dày với minh họa bìa hoàn toàn mới có dập nhũ, kèm theo các trang minh họa màu mới và một hướng dẫn truy cập vào phiên bản số hóa tương ứng trên website của Kōdansha; riêng tập cuối cùng còn được phát hành song song hai phiên bản thông thường và đặc biệt. Mỗi tập của ấn bản kỷ niệm này còn tặng kèm một trading card với minh họa gốc từ CLAMP, có thể ghép thành một bức tranh hoàn chỉnh nếu sưu tầm đủ chín thẻ. Một phần tiếp theo mang nhan đề Cardcaptor Sakura – Thẻ bài pha lê, theo chân Sakura lúc này đã lên cấp 2 trung học, bắt đầu đăng thường kỳ trên Nakayoshi từ tháng 7 năm 2016 đến tháng 1 năm 2024, đóng thành 16 tankōbon.
Phiên bản tiếng Việt của Cardcaptor Sakura ra mắt lần đầu tiên vào năm 2002, do Nhà xuất bản Thanh Hóa ấn hành tại Việt Nam dưới nhan đề Cô bé hoa anh đào. Cũng như hầu hết xuất bản phẩm nước ngoài trước khi Việt Nam ký Công ước Bern vào năm 2003, truyện được in ấn và dịch lậu, không có bản quyền. Dù vậy, trang VietNamNet nhìn nhận tác phẩm là truyện tranh "gối đầu giường" của thế hệ trẻ sinh ra vào cuối những năm 1980 và đầu những năm 1990 (thế hệ 9X) ở nước này. Sau đó, công ty TVM Comics cấp phép dịch và phát hành manga với nhan đề gốc trên cơ sở bám sát theo nguyên bản in lần đầu tiên tại Nhật Bản vào năm 1996. Truyện do Nhà xuất bản Hải Phòng ấn hành, ra mắt từ tháng 7 năm 2014 đến tháng 10 năm 2015.
Kōdansha cũng từng phát hành sáu tập đầu tiên của Cardcaptor Sakura ở phiên bản song ngữ Nhật–Anh từ tháng 5 năm 2000 đến tháng 7 năm 2001. Các tập song ngữ này là một phần của đề án thí điểm nhằm giúp đỡ trẻ em Nhật Bản học tiếng Anh. Kōdansha ngừng phát hành ấn bản song ngữ sau khi Tokyopop mua bản quyền phát hành tác phẩm bằng tiếng Anh ở thị trường Bắc Mỹ từ tháng 3 năm 2000 đến tháng 8 năm 2003. Sáu tập đầu phiên bản tiếng Anh thay vì in theo cách đọc truyền thống của người Nhật, với các khung truyện được xếp từ phải sang trái, đã bị biên tập "ngược" thành cách đọc kiểu phương Tây với các khung truyện từ trái sang phải. Những tập này sau khi đã trả về cách đọc gốc được tái bản thành hai box set, mỗi hộp chứa ba tập truyện. Từ tập 7 đến tập 12 có kèm theo phụ đề Master of the Clow và bám sát cách đọc kiểu Nhật. Madman Entertainment đã dùng bản dịch tiếng Anh của Tokyopop để xuất bản loạt truyện tại Úc và New Zealand. Dark Horse Manga phát hành phiên bản tiếng Anh mới dưới dạng bốn hợp tuyển, mỗi hợp tuyển gồm nội dung của ba tập truyện, từ tháng 10 năm 2010 đến tháng 9 năm 2012. Sau khi bản quyền phát hành của Dark Horse Comics hết hạn, Kodansha Comics tiếp tục cấp phép và tiến hành ra mắt loạt truyện dưới hình thức bìa cứng gọi là Collector's Edition vào năm 2019, dường như dựa theo ấn bản kỷ niệm 60 năm tạp chí Nakayoshi.
Đài Loan và Hồng Kông là hai địa phương xuất bản Cardcaptor Sakura sớm nhất bên ngoài lãnh thổ Nhật Bản bằng chữ Hán phồn thể. Tại Đài Loan, Nhà xuất bản Trưởng Hồng ra mắt tập đầu tiên của manga vào tháng 6 năm 1997 dưới nhan đề Ma pháp sư Clow: Sakura (庫洛魔法使 Sakura; Khố Lạc Ma Pháp Sư Sakura), chỉ chưa đầy một năm sau khi tập truyện tương ứng tiếng Nhật đến với công chúng, và hoàn tất việc xuất bản vào tháng 2 năm 2001. Nhà xuất bản Thiên Hạ của Hồng Kông cũng phát hành loạt truyện sau phiên bản Đài Loan một tháng, từ tháng 5 năm 1997, và ra mắt tập cuối vào tháng 1 năm 2001. Thiên Hạ tái bản manga tương ứng với loạt "ấn bản mới" từ tháng 10 năm 2005 đến tháng 11 năm 2006. Năm 2017, bản quyền phát hành Cardcaptor Sakura tại Đài Loan và Hồng Kông được chuyển giao cho Nhà xuất bản Đông Lập, và họ ra mắt ấn bản kỷ niệm 60 năm tạp chí Nakayoshi từ tháng 8 năm đó đến tháng 3 năm 2018 dưới nhan đề Ma pháp sư Clow (庫洛魔法使). Phiên bản tiếng Hàn có nhan đề Cardcaptor Cherry (카드캡터체리) được Seoul Munhwasa phát hành đầy đủ ở Hàn Quốc lần đầu tiên từ tháng 3 năm 2000 đến tháng 10 năm 2001, sau đó tái bản theo nhan đề gốc từ tháng 5 năm 2006 đến tháng 6 năm 2007. Haksan Publishing tiếp quản bản quyền và phát hành loạt truyện ở dạng hợp tuyển dài sáu tập từ tháng 1 năm 2010 đến tháng 9 năm 2011. Tháng 1 năm 2018, họ phát hành giới hạn cả sáu tập này trong một box set đặc biệt có kèm theo chín tấm bưu thiếp là minh họa bìa của các tập Cardcaptor Sakura ấn bản kỷ niệm 60 năm tạp chí Nakayoshi tại Nhật Bản.
Tại Ý, Star Comics lần đầu tiên phát hành 12 tập manga bằng tiếng Ý từ tháng 10 năm 1999 đến tháng 12 năm 2000 dưới ấn hiệu Kappa Extra, và cũng tương tự như lần xuất bản đầu tiên tại Bắc Mỹ, truyện in theo cách đọc kiểu phương Tây. Sau đó, Star Comics tái bản loạt truyện từ năm 2011 ở khổ giấy A5 với các hiệu chỉnh lời thoại và sắp xếp khung truyện theo thứ tự gốc, được họ gọi là "perfect edition" (ấn bản hoàn hảo). Phiên bản tiếng Bồ Đào Nha do JBC xuất bản tại Brasil lấy nhan đề Sakura Card Captors đã chia nhỏ loạt truyện thành 24 tập theo kiểu "nửa" tankōbon, phát hành hai tuần một lần từ năm 2001 đến 2002; đây là tác phẩm đầu tiên của CLAMP ra mắt tại quốc gia này và là một trong các tựa truyện thành công nhất của JBC. Năm 2012, JBC tái bản manga như một ấn bản đặc biệt kèm trang màu với số tập như nguyên tác, dựa theo loạt "ấn bản mới" ở Nhật Bản. Ở Pháp, manga bản Pháp ngữ do Pika Édition ấn hành trọn bộ 12 tập từ tháng 10 năm 2000 đến tháng 7 năm 2001, sau đó được tái bản dựa theo ấn bản kỷ niệm 60 năm tạp chí Nakayoshi từ tháng 4 năm 2018 song song với việc phát hành phần Thẻ bài pha lê tại nước này. Tác phẩm cũng được đăng ký bản quyền phát hành bằng một số ngôn ngữ khác bởi các công ty EMA (tiếng Đức tại Đức), Glénat España (tiếng Tây Ban Nha tại Tây Ban Nha), Editorial Ivréa (tiếng Tây Ban Nha tại Argentina), Editorial Toukan và sau đó là Editorial Kamite (tiếng Tây Ban Nha tại México), Vibulkij (tiếng Thái tại Thái Lan), Elex Media Komputindo (tiếng Indonesia tại Indonesia), Sáng Nghệ (tiếng Trung tại Singapore) và Tiếp Lực (tiếng Trung tại Trung Quốc).

### Anime truyền hình

Bìa bộ đĩa DVD giới hạn đầu tiên của anime Cardcaptor Sakura do Geneon Universal Entertainment tái phát hành tại Nhật Bản vào tháng 1 năm 2011. Sakura trên bìa được thiết kế bởi họa sĩ diễn hoạt Takahashi Kumiko, không giống với lần phát hành DVD đầu tiên vào năm 1998 của Bandai Visual, trong đó dùng một minh họa từ CLAMP.

Một chuyển thể anime truyền hình dài 70 tập do Madhouse sản xuất đã phát sóng tại Nhật Bản trên kênh NHK BS2, kéo dài ba mùa. Mùa đầu tiên gồm 35 tập, phát sóng từ ngày 7 tháng 4 đến 29 tháng 12 năm 1998. Mùa hai gồm 11 tập, phát sóng từ ngày 6 tháng 4 đến 22 tháng 6 năm 1999. Mùa ba gồm 24 tập còn lại, phát sóng từ ngày 7 tháng 9 năm 1999 đến 21 tháng 3 năm 2000. Do Asaka Morio đạo diễn, bộ phim nhận sự cộng tác tuyệt đối từ phía CLAMP: chủ bút Ohkawa Nanase là người viết kịch bản, còn Mokona chịu trách nhiệm thiết kế trang phục và các thẻ bài. Thiết kế nhân vật trong anime do Takahashi Kumiko thực hiện dựa trên những minh họa nguyên tác của CLAMP, còn nhạc phim do Negishi Takayuki sáng tác. Sakura được lồng tiếng bởi nữ seiyū Tange Sakura. Đây là bộ phim hoạt hình truyền hình trên NHK có chi phí sản xuất cao nhất lúc bấy giờ, đặc biệt đã phối từ 200 đến 300 màu chỉ thị, cao hơn nhiều so với trung bình của một anime thông thường, chỉ từ 160 đến 180 màu. Bandai Visual phát hành bộ anime thành 18 băng VHS, đĩa lade và DVD biên soạn từ tháng 9 năm 1998 đến tháng 5 năm 2000. Ba tập OVA được kèm trong những đĩa phim giới hạn bán ra lần đầu tiên vào các ngày 25 tháng 9 năm 1998 và 25 tháng 9 năm 1999. Sau đó, Bandai Visual phát hành sáu băng VHS có nội dung rút gọn xê-ri dưới nhan đề Cardcaptor Sakura TV Series Selection từ ngày 25 tháng 4 đến 25 tháng 6 năm 2001, gồm 12 tập phim. Geneon Entertainment phát hành ba bộ đĩa DVD từ ngày 1 tháng 4 đến 10 tháng 8 năm 2005. Geneon tiếp tục phát hành hai bộ đĩa Blu-ray (BD) vào tháng 3 và tháng 6 năm 2009. Sau khi công ty này đổi tên thành Geneon Universal Entertainment, họ tái phát hành giới hạn ba bộ đĩa DVD từ tháng 1 đến tháng 4 năm 2011 và ba bộ đĩa BD từ tháng 10 đến tháng 12 năm 2012. Một bộ đĩa BD khác có giá thành rẻ hơn sau khi tổng hợp toàn bộ 70 tập phim bán ra vào tháng 12 năm 2015. Một phiên bản cải tiến 4K được phát hành vào tháng 12 năm 2017 dưới dạng 11 đĩa DVD và BD bởi Warner Bros. Japan.
Cũng như với manga, chuyển thể anime của Cardcaptor Sakura qua bản thuyết minh tiếng Việt đã sớm xuất hiện trên các kênh truyền hình địa phương Việt Nam từ những năm 2000, nhưng không có bản quyền. Từ năm 2008, Công ty cổ phần Truyền thông Trí Việt (TVM Corp., công ty mẹ của TVM Comics, đơn vị mà về sau đã đăng ký bản quyền phát hành manga tại Việt Nam) cấp phép sản xuất phiên bản lồng tiếng Việt của bộ phim, với vai Sakura do Huyền Chi phụ trách, và phát sóng đầy đủ 70 tập trên kênh xã hội hóa HTV3 thuộc Đài Truyền hình Thành phố Hồ Chí Minh. Tựa phim được dịch thành Thủ lĩnh thẻ bài, với một số ca khúc chủ đề mở đầu và kết thúc phim gốc được hát lại lời bằng tiếng Việt. Bộ phim tái phát sóng một vài lần sau đó vào các năm 2010, 2012 và 2013; trong lần tái phát sóng từ ngày 31 tháng 7 năm 2018, như một hệ quả sau thay đổi doanh nghiệp điều hành kênh, bản quyền của Thủ lĩnh thẻ bài được chuyển giao cho Purpose Media với phần dịch thuật được ghi dưới nhãn Novel Production trong phần danh đề, mặc dù vẫn sử dụng bản lồng tiếng và biên tập cũ. Cho đến nay bản lồng tiếng này vẫn không được phát hành dưới dạng băng đĩa. Bộ phim cũng phổ biến tại nhiều nước Đông Nam Á khác từ rất sớm qua các phiên bản địa phương hóa: khoảng năm 2000, anime Cardcaptor Sakura lần đầu tiên ra mắt ở Indonesia trên kênh TPI (nay là MNCTV) với bản lồng tiếng Indonesia do Idola Citra Utama thực hiện, bao gồm các ca khúc mở đầu và kết thúc hát bằng lời Indonesia. Sau đó RCTI tái phát sóng bộ phim vào năm 2003 nhưng giữ nguyên lời gốc của các nhạc phẩm chủ đề. Ở Philippines, anime được ra mắt trên kênh ABS-CBN vào năm 2001; trong khi DEX phát hành 18 đĩa DVD Cardcaptor Sakura từ năm 2005 đến 2007 tại Thái Lan.
Cardcaptor Sakura phiên bản Hoa ngữ đã lên sóng nhiều kênh truyền hình ở các quốc gia và vùng lãnh thổ quanh khu vực eo biển Đài Loan, dưới nhiều tên gọi khác nhau, bao gồm Ma pháp sư Clow (庫洛魔法使), Bách Biến Tiểu Anh (百變小櫻) và Ma Tạp Thiếu Nữ Anh (魔卡少女櫻). Phim đã phát sóng trên kênh Tinh Không ở Trung Quốc, các kênh Star TV, CTS và từ năm 2019 là Momo ở Đài Loan, và TVB Jade ở Hồng Kông vào những năm 2000. Proware Multimedia International đã phát hành 18 đĩa DVD thuyết minh tiếng Trung tại Đài Loan. Ở Hàn Quốc, Mun Seon-hui là người lồng tiếng cho Sakura trong phiên bản phát sóng trên kênh SBS từ tháng 6 năm 1999 đến tháng 9 năm 2000; một số tập phim đã bị cắt bỏ do không phù hợp với văn hóa Hàn Quốc. Phim lên sóng vào thời điểm chỉ ít lâu sau khi chính phủ Hàn Quốc dỡ bỏ một phần lệnh cấm nhập khẩu các văn hóa phẩm Nhật Bản, và nhanh chóng trở thành chương trình hoạt hình được yêu thích thứ hai ở nước này với tỷ suất khán giả theo dõi đạt 30%. Từ tháng 4 đến tháng 10 năm 2018, kênh Tooniverse tái phát sóng anime với một phiên bản lồng tiếng hoàn toàn mới; lần này Jung Yoo-jung vào vai Sakura. Trong cả hai lần phát sóng, phim đều đặt nhan đề Cardcaptor Cherry (카드캡터체리) như tựa của ấn bản manga đầu tiên tại Hàn Quốc, và đều cắt bỏ một số tập phim không tương đồng với văn hóa nước này.
Nelvana cấp phép phân phối phim tại Bắc Mỹ, dùng bản lồng tiếng Anh của Ocean Studios với vai lồng tiếng Sakura được giao cho Carly McKillip, và phát hành dưới nhan đề Cardcaptors. Bản phim này chịu sự biên tập nặng nề so với nguyên bản tại Nhật Bản: họ và tên của nhiều nhân vật bị thay đổi, một số văn bản tiếng Nhật chuyển thành tiếng Anh, và những tình tiết có thể gây tranh cãi như quan hệ đồng tính bị cắt bỏ. Nhạc nền cũng bị thay thế bằng các bản nhạc hoàn toàn mới và một số hiệu ứng âm thanh cũng bị đổi khi mà không thể tách chúng ra khỏi phần nhạc nền gốc, mặc dù các ca khúc mở đầu và kết thúc đều được hát lại lời bằng tiếng Anh. Bản phim này phát sóng tại Úc trên kênh Network Ten và Cartoon Network, tại Ireland trên RTÉ2, tại Anh Quốc trên CiTV và Nickelodeon, và tại Canada trên Teletoon. Một phiên bản lồng tiếng Anh thay thế bởi Omni Productions với Andrea Kwan phụ trách vai Sakura được chiếu trên Animax Asia đã bám rất sát nguyên bản phim mà không trải qua bất kỳ chỉnh sửa nào, về sau phát sóng rộng rãi trên mạng lưới kênh tiếng Anh ở Đông Nam Á và Nam Á. Anime Limited sau đó cấp phép phát hành Cardcaptor Sakura dưới hình thức nguyên bản không chỉnh sửa tại Anh Quốc và Ireland, và cho phát sóng mùa một của xê-ri anime trên Channel 4 thông qua All 4. Khán giả có thể đặt mua trước bản đĩa Blu-ray từ tháng 12 năm 2021. Bộ đĩa bao gồm trọn vẹn 70 tập phim chia thành 10 đĩa, chọn dùng bản phim cải tiến năm 2017 ở độ phân giải 4K kèm một tập sách nhỏ có giá trị sưu tầm dày 16 trang. Bộ đĩa không tái sử dụng phần lồng tiếng trước đó của Nelvana, mà dùng bản lồng tiếng đã được phát sóng trên Animax Asia. Từ tháng 11 năm 2022 đến tháng 1 năm 2024, phiên bản lồng tiếng Animax Asia được phát trực tuyến trên ITV Hub rồi đến phiên kênh kế tục ITVX.
Cardcaptors lần đầu tiên ra mắt tại Hoa Kỳ trên kênh Kids' WB từ ngày 17 tháng 6 năm 2000 đến 14 tháng 12 năm 2001. Trên cơ sở bản lồng tiếng của Nelvana, các tập phim trên Kids' WB thậm chí còn bị biên tập nhiều hơn nữa khi thứ tự phát sóng bị xáo trộn và một số tập không bao giờ lên hình, khiến anime rút ngắn còn 39 tập. Nguyên nhân của sự chỉnh sửa này là xê-ri được tái định hướng vào nhiều phân cảnh hành động hơn để làm thỏa mãn khán giả nam, vì dường như họ là đối tượng xem hoạt hình nhiều nhất vào thời điểm đó. Tập phim đầu tiên phát sóng trên Kids' WB là "Đối thủ của Sakura," vốn là tập thứ tám theo nguyên bản, như vậy đã loại bỏ các sự kiện xoay quanh Sakura trước đó và để phim mở đầu bằng sự xuất hiện của Syaoran. Thay vì dùng lời Anh của các ca khúc mở đầu và kết thúc phim gốc như bản phát sóng tại Úc và một số nước khác cũng chiếu phiên bản lồng tiếng của Nelvana, bản phát sóng trên Kids' WB đã dùng một nhạc phẩm đầu phim hoàn toàn mới. Pioneer Entertainment (tiền thân của Geneon), phát hành Cardcaptors lồng tiếng Anh thành chín băng VHS và đĩa DVD biên soạn từ tháng 11 năm 2000 đến tháng 7 năm 2002. Họ cũng phát hành Cardcaptor Sakura chưa qua chỉnh sửa với âm thanh nguyên bản tiếng Nhật kèm phụ đề tiếng Anh thành 18 đĩa DVD từ tháng 11 năm 2000 đến tháng 11 năm 2003; 11 đĩa phim đầu tiên cũng có bản VHS tương đương. DVD của Cardcaptor Sakura đã không còn bán từ cuối năm 2006 sau khi giấy phép của Nelvana mãn hạn. NIS America cấp phép mới bộ phim và tái phát hành toàn bộ xê-ri với song song bản lồng tiếng Nhật gốc và bản lồng tiếng Anh không chỉnh sửa (của Animax Asia) bằng DVD và BD vào ngày 5 tháng 8 năm 2014.
Madman Entertainment cấp phép nguyên bản Cardcaptor Sakura không chỉnh sửa với âm thanh tiếng Nhật và phụ đề tiếng Anh ở Úc và New Zealand, và sau đó phát hành anime thành hai bộ đĩa DVD: bộ đầu tiên ra mắt tháng 9 năm 2012 gồm các tập phim trong mùa một và bộ thứ hai ra mắt tháng 11 cùng năm gồm các tập phim trong mùa hai và ba. Mỗi bộ đĩa kèm theo video mở đầu và kết thúc không có phần danh đề; bộ đĩa thứ hai còn chứa đoạn phim phỏng vấn độc quyền với Tange Sakura. Bản lồng tiếng Ý do Merak Film sản xuất đã phát sóng trên kênh Italia 1, như một phần của chương trình thiếu nhi Bim Bum Bam và chia làm hai giai đoạn: mùa một có nhan đề Pesca la tua carta Sakura với 35 tập phim đầu tiên từ tháng 11 năm 1998, và mùa hai có nhan đề Sakura, la partita non è finita với các tập còn lại được chiếu không đầy đủ từ tháng 3 năm 2001. Danh ca Cristina D'Avena đã trình bày các nhạc phẩm chủ đề mới dùng trong anime, trong khi vai Sakura được giao cho Renata Bertolas lồng tiếng. Bản phát sóng này, cũng như tại nhiều nước khác, bị kiểm duyệt nặng nề: độ tuổi của các nhân vật chính tăng từ 10 lên thành 14 tuổi, và tất cả các mối quan hệ bị xem là "không đúng đắn" đều bị sửa đổi, như tình yêu mà Tomoyo dành cho Sakura được chuyển thành tình bạn thuần túy, hay mối tình giữa Rika và Terada được biên tập theo hướng tương tự như cách mà Sakura bị thu hút bởi Mizuki, cũng là một giáo viên trường Tomoeda.
Tại Pháp, thoạt đầu bản quyền phân phối anime dưới nhan đề Sakura, Chasseuse de Cartes sở hữu bởi IDP Home Video Music. Bản lồng tiếng Pháp do Chinkel thực hiện với vai Sakura được giao cho Patricia Legrand, phát sóng lần đầu tiên trên kênh truyền hình trả phí Fox Kids từ ngày 4 tháng 9 năm 1999 và sau đó là miễn phí trên M6 từ ngày 31 tháng 1 năm 2001. 35 tập phim đầu tiên được Dynamic Visions phát hành thành năm băng VHS theo tiêu chuẩn truyền hình màu SECAM vào năm 2001. M6 Vidéo sau đó phát hành anime mùa một thành bốn đĩa DVD vào ngày 29 tháng 10 năm 2003, tuy nhiên các tập phim bị xáo trộn thứ tự và không đầy đủ, rút ngắn chỉ còn 24 tập. Tháng 4 năm 2004, IDP phát hành tiếp nối các tập phim mùa ba trong một bộ ba đĩa DVD, đồng thời giới thiệu lại một số tập phim bị thiếu trong bản phát hành trước đó của M6 Vidéo. IDP phát hành hoàn chỉnh mùa hai trong một bộ ba DVD vào tháng 2 năm 2005, và tái phát hành lần lượt mùa ba và mùa một (lúc này được quảng cáo như một phiên bản đặc biệt – "Edition Prémium") từ tháng 3 năm 2005 đến tháng 3 năm 2006 thì hoàn tất với tổng cộng 12 DVD chia đều trong bốn bộ đĩa; các đĩa phim này tích hợp song song phiên bản lồng tiếng Pháp lẫn bản lồng tiếng Nhật gốc có phụ đề Pháp ngữ. Một box set tổng hợp trọn bộ 70 tập phim trong 15 DVD, kèm ấn phẩm dày 40 trang chứa nhiều thông tin sản xuất và minh họa từ CLAMP, được IDP phát hành vào ngày 23 tháng 11 năm 2006. IDP tái phát hành hai box set khác gọi là "Edition Collector" vào ngày 9 tháng 7 năm 2009; bộ đĩa đầu tiên gồm sáu DVD chứa toàn bộ 35 tập phim trong mùa một, và bộ đĩa thứ hai gồm chín DVD chứa các tập còn lại trong mùa hai và ba. Trọn bộ "Edition Collector" này tái ra mắt trong một box set DVD duy nhất vào ngày 10 tháng 12 năm 2012. Sau khi bản quyền phân phối Cardcaptor Sakura tại Pháp chuyển giao cho Black Box, công ty này phát hành một box set sáu đĩa BD với chất lượng cải tiến vào ngày 11 tháng 7 năm 2018; trong bộ còn kèm CD nhạc nền của anime và nhiều sách tranh đặc biệt khác.
Phiên bản lồng tiếng Đức với vai Sakura do Manja Doering phụ trách đã phát sóng lần đầu tiên trên kênh Fox Kids từ ngày 5 tháng 4 năm 2003, và sau đó trên ProSieben từ ngày 11 tháng 10 cùng năm. Universum Anime cấp phép phát hành 24 tập phim đầu tiên tại Đức trong sáu đĩa DVD từ tháng 11 năm 2005 đến tháng 10 năm 2006. Cardcaptor Sakura có hai phiên bản lồng tiếng Tây Ban Nha lần lượt phân phối ở Tây Ban Nha (bởi Arait Multimedia) và ở México (bởi Intertrack). Phim cũng được chiếu tại vùng Catalunya của Tây Ban Nha trên Canal 33 từ tháng 9 đến tháng 12 năm 2000. Bản lồng tiếng Tây Ban Nha ở México và một số nước Mỹ Latinh do Cloverway cấp phép; phim phát sóng rộng rãi trên mạng lưới kênh Cartoon Network và Boomerang, đồng thời được tiếp sóng bởi hàng loạt kênh truyền hình địa phương trong khu vực. Cloverway cũng cấp phép bản lồng tiếng Bồ Đào Nha ở Brasil với vai Sakura do Daniela Piquet lồng tiếng, phát sóng trên kênh Rede Globo vào năm 2000. Tại Bồ Đào Nha, phim phát sóng trên các kênh RTP1 và RTP2 từ năm 2001 đến 2003; sau năm 2003 phim phát sóng trên Canal Panda và đến năm 2010 thì chuyển sang Panda Biggs. Cardcaptor Sakura cũng từng được phát sóng trên kênh Yorin của Hà Lan với bản lồng tiếng địa phương, trong đó Jann Cnossen phụ trách vai Sakura. Tại Thụy Điển, phim phát sóng trên kênh SVT B từ tháng 12 năm 2004 với sự cộng tác biên dịch của Simon Lundström.

### Phim
Madhouse đã sản xuất hai bộ phim anime điện ảnh cho Cardcaptor Sakura; mỗi phim dài 82 phút mở rộng thêm cốt truyện của xê-ri anime truyền hình. Bộ phim đầu tiên, Gekijōban Cardcaptor Sakura, công chiếu vào ngày 21 tháng 8 năm 1999. Lấy bối cảnh giữa mùa một và mùa hai của anime truyền hình, truyện phim kể về chuyến đi Hồng Kông của Sakura và bạn bè, nơi mà họ đã gặp một linh hồn từng bị Clow Reed làm tổn thương. Bandai Visual đã phát hành phim dưới dạng VHS, LD và DVD tại Nhật Bản vào tháng 2 năm 2000. Bộ phim thứ hai, Gekijōban Cardcaptor Sakura: Fuuin Sareta Card, công chiếu tại Nhật Bản vào ngày 15 tháng 7 năm 2000. Phim là đoạn kết hoàn chỉnh của xê-ri anime truyền hình, khi Syaoran quay lại Tokyo mang theo hy vọng nhận được câu trả lời của Sakura sau lần tỏ tình trước đó, nhưng nỗi lòng của Sakura bị cản trở do sự xuất hiện của thẻ bài Clow thứ 53. Phim được phát hành thành LD (phiên bản giới hạn) và DVD vào tháng 1 năm 2001, và VHS vào tháng 7 năm 2001. Phần phim ngắn Kero-chan ni Omakase! được chiếu thêm trong cảnh hậu danh đề của bộ phim thứ hai.
Nelvana cấp phép phiên bản lồng tiếng Anh của cả hai bộ phim. Pioneer Entertainment phát hành Gekijōban Cardcaptor Sakura với âm thanh nguyên gốc tiếng Nhật và phụ đề tiếng Anh, và cũng phát hành một DVD song ngữ hai bản lồng tiếng. Cả hai phiên bản có và không có chỉnh sửa của bộ phim đầu tiên này được phát hành thành VHS và DVD vào tháng 3 năm 2002 ở Bắc Mỹ. Với Gekijōban Cardcaptor Sakura: Fuuin Sareta Card, Pioneer phát hành DVD phim vào tháng 11 năm 2003 dùng bản lồng tiếng Anh do Bang Zoom! Entertainment thực hiện. Cả hai bộ phim nhựa này vẫn được bán tại Bắc Mỹ cho đến khi Pioneer (về sau đổi tên thành Geneon) ngừng phân phối trực tiếp vào mùa thu năm 2007; và cả hai đều được Discotek Media tái phát hành DVD và BD lần lượt vào các năm 2014 và 2018. Gekijōban Cardcaptor Sakura phát hành tại Ý dưới dạng DVD bởi Shin Vision vào năm 2003. Cả hai bộ phim từng ra mắt dưới dạng DVD tại Pháp bởi IDP lần lượt vào các năm 2004 và 2005, và sau đó được tái phát hành trong cùng một bộ đĩa. Tại Đức, Gekijōban Cardcaptor Sakura: Fuuin Sareta Card đến với công chúng trước tiên bởi Polyband ở cả dạng VHS lẫn DVD vào tháng 9 năm 2003, và đúng một năm sau đó mới đến lượt Gekijōban Cardcaptor Sakura chỉ ở dạng DVD bởi Nipponart. Proware Multimedia International đã phát hành BD cho cả hai bộ phim tại Đài Loan lần lượt vào các năm 2012 và 2014.

### CD nhạc
Để giới thiệu xê-ri anime, Kōdansha đã phát hành một CD kiểu tankōbon lấy tựa đề CD Comic Cardcaptor Sakura vào tháng 8 năm 1997, gồm hai bản image song do hai diễn viên lồng tiếng của Sakura và Tomoyo trình bày, cùng một bài nhạc kịch. Ba đĩa drama CD dành cho tác phẩm cũng được ra mắt. Đĩa thứ nhất mang tên Sakura to Okaa-san no Organ, phát hành vào tháng 7 năm 1998, dùng kịch bản viết bởi tác giả Ohkawa Nanase của CLAMP; trong đó Sakura nằm mơ thấy mẹ mình đang chơi đàn organ và quyết định viết về việc này trong một dự án ở trường. Đĩa thứ hai mang tên Sweet Valentine Stories, ra mắt trong tháng 2 năm 1999, miêu tả một ngày sinh hoạt bình thường của những bạn nữ trong lớp Sakura, bao gồm chính cô bé. Đĩa thứ ba là Sakura no Oshaberi Talk CD, phát hành kèm trong bản giới hạn của DVD anime thứ 13 vào tháng 12 năm 1999, gồm những mẫu độc thoại của Sakura. Bốn album soundtrack chứa những nhạc phẩm nguyên bản dùng trong bộ anime truyền hình được phát hành từ tháng 7 năm 1998 đến tháng 3 năm 2000. Soundtrack gồm các bản phối khí nhạc nền và ca khúc chủ đề trong phim. Hai album soundtrack khác được sản xuất dành riêng cho hai bộ phim điện ảnh: soundtrack của phim đầu tiên phát hành vào tháng 8 năm 1999 và soundtrack của phim thứ hai ra mắt trong tháng 8 năm 2000.
Có chín đĩa đơn là các ca khúc chủ đề của anime được phát hành: sáu đĩa dành cho chuyển thể trên truyền hình và ba đĩa dành cho các bộ phim điện ảnh. Ba đĩa đơn chứa các ca khúc đầu phim của xê-ri anime truyền hình gồm: "Catch You Catch Me" của Gumi, phát hành trong tháng 4 năm 1998; "Tobira o Akete" (扉をあけて) của Anza, phát hành tháng 4 năm 1999; và "Platinum" của Sakamoto Maaya, phát hành tháng 10 năm 1999. Ba đĩa đơn chứa các ca khúc cuối phim là: "Groovy!" của Hirose Kohmi, phát hành tháng 9 năm 1998; "Honey" của Chihiro, phát hành tháng 5 năm 1999; và "Fruits Candy" của Kojima Megumi, phát hành tháng 11 năm 1999. Hai đĩa đơn chứa bài hát kết thúc của các bộ phim điện ảnh là: "Tōi Kono Machi de" (遠いこの街で) do Kaitani Naomi trình bày trong phim đầu tiên, phát hành tháng 8 năm 1999; và "Ashita e no Melody" (明日へのメロディー) với giọng ca của Chaka trong bộ phim thứ hai, phát hành tháng 7 năm 2000. Đĩa đơn chứa ca khúc chủ đề của phim ngắn Kero-chan ni Omakase! là bài "Okashi no Uta" (おかしのうた), ra mắt trong tháng 7 năm 2000.
Sáu đĩa đơn image song là các ca khúc được trình bày bởi một số nhân vật trong tác phẩm (Sakura, Tōya, Cerberus, Tomoyo, Yukito và Syaoran), qua giọng ca của các diễn viên lồng tiếng, đã phát hành vào tháng 6 năm 1998; mỗi đĩa có kèm theo một đoạn nhạc kịch ngắn. Một album image song có nhan đề Cardcaptor Sakura Character Songbook phát hành trong tháng 1 năm 1999, gồm những bản image song đã công bố trước đây cùng những nhạc phẩm mới do nhiều diễn viên lồng tiếng trình bày. Một album lấy tựa Tomoeda Shōgakkō Chorus-bu Christmas Concert, phát hành tháng 12 năm 1999, gồm bảy bài hát hợp xướng thiếu nhi, trong đó năm bài có sự đóng góp của Iwao Junko, người lồng tiếng Tomoyo. Một bộ bốn đĩa CD biên soạn, Complete Vocal Collection, phát hành trong tháng 2 năm 2001, tổng hợp những ca khúc chủ đề của tác phẩm, các bản image song, các bản remix từ những bài đã phát hành trước đó, cũng những nhạc phẩm mới. Một album nữa tập hợp các ca khúc chủ đề của bộ anime truyền hình và phim điện ảnh có tựa Cardcaptor Sakura Shudaika Collection đã ra mắt trong tháng 12 năm 2001. Victor Entertainment là công ty phát hành toàn bộ album và đĩa đơn của Cardcaptor Sakura tại Nhật Bản; họ tái phân phối các nhạc phẩm dưới dạng hai album kỹ thuật số vào tháng 12 năm 2017. Ở Bắc Mỹ, vào tháng 9 năm 2001, Rhino Entertainment đã cho ra mắt đĩa soundtrack nguyên bản của anime Cardcaptors lồng tiếng Anh với nhan đề Cardcaptors titled Cardcaptors: Songs from the Hit TV Series.

### Trò chơi
11 video game đã được sản xuất dựa theo tác phẩm và phát hành trên nhiều hệ máy chơi game console khác nhau. Các trò chơi cũng rất đa dạng thể loại, từ phiêu lưu đến nhập vai.
| Nhan đề | Ngày phát hành             | Nhà sản xuất                                    | Nền tảng         |
| --- | -------------------------- | ----------------------------------------------- | ---------------- |
| Cardcaptor Sakura: Itsumo Sakura-chan to Issho! (カードキャプターさくら ～いつもさくらちゃんといっしょ～ Cardcaptor Sakura: Mãi bên Sakura-chan)                                                      | - JP: 15 tháng 5 năm 1999  | Phát hành bởi MTO                               | Game Boy Color   |
| Animetic Story Game 1: Cardcaptor Sakura (アニメチックストーリーゲーム (1) カードキャプターさくら) | - JP: 5 tháng 8 năm 1999   | Phát hành và phát triển bởi Arika               | PlayStation      |
| Cardcaptor Sakura: Sakura to Fushigi na Clow Cards (カードキャプターさくら ～さくらとふしぎなクロウカード～ Cardcaptor Sakura: Sakura và thẻ bài Clow bí ẩn)                                          | - JP: 2 tháng 12 năm 1999  | Phát hành bởi Bandai và phát triển bởi Sims     | WonderSwan       |
| Cardcaptor Sakura: Sakura no Clow Card Collection (カードキャプターさくら さくらのクロウカードコレクション)                                                                                           | - JP: 2000                 | Phát hành bởi Bandai                            | Super Note Club  |
| Cardcaptor Sakura: Clow Card Magic (カードキャプターさくら クロウカードマジック) | - JP: 27 tháng 1 năm 2000  | Phát hành và phát triển bởi Arika               | PlayStation      |
| Tetris with Cardcaptor Sakura: Eternal Heart (TETRiS with カードキャプターさくら エターナルハート) | - JP: 10 tháng 8 năm 2000  | Phát hành và phát triển bởi Arika               | PlayStation      |
| Cardcaptor Sakura: Tomoeda Shōgakkō Daiundōkai (カードキャプターさくら ～友枝小学校大運動会～ Cardcaptor Sakura: Đại hội thể thao trường tiểu học Tomoeda)                                            | - JP: 6 tháng 10 năm 2000  | Phát hành bởi MTO                               | Game Boy Color   |
| Cardcaptor Sakura: Tomoyo no Video Daisakusen (カードキャプターさくら 知世のビデオ大作戦 Cardcaptor Sakura: Cuộc chiến video của Tomoyo)                                                              | - JP: 28 tháng 12 năm 2000 | Phát hành bởi Sega và phát triển bởi Sega Rosso | Dreamcast        |
| Cardcaptor Sakura: Sakura Card de Mini-Game (カードキャプターさくら ～さくらカードdeミニゲーム～) | - JP: 12 tháng 12 năm 2003 | Phát hành và phát triển bởi TDK Core            | Game Boy Advance |
| Cardcaptor Sakura: Sakura Card-hen Sakura Card to Otomodachi (カードキャプターさくら <さくらカード編> ~さくらとカードとおともだち~ Cardcaptor Sakura – Phần thẻ bài Sakura: Thẻ bài Sakura và bạn bè) | - JP: 23 tháng 4 năm 2004  | Phát hành bởi MTO                               | Game Boy Advance |
| Cardcaptor Sakura: Sakura-chan to Asobo! (カードキャプターさくら 「さくらちゃんとあそぼ!」 Cardcaptor Sakura: Chơi cùng Sakura-chan)                                                                  | - JP: 2 tháng 12 năm 2004  | Phát hành bởi NHK Software                      | PlayStation 2    |

Các minigame trên điện thoại di động cũng được sản xuất và có thể chơi qua kho phân phối Comic Game của Kōdansha. Đầu tiên là trò chơi đánh bài Cardcaptor Sakura Solitaire của Spaceout, phát hành ngày 16 tháng 6 năm 2003. Một trò chơi thể loại xếp hình tên Cardcaptor Sakura Puzzle được phát hành bởi Natsume vào tháng 7 năm 2003 ở hai phiên bản: xếp kẹo và xếp các thẻ bài Clow. Một ứng dụng trò chơi thiết bị di động chạy trên hệ điều hành iOS và Android gọi là Cardcaptor Sakura: Sakura to Fushigi na Card, sản xuất bởi Arika và phân phối qua Mobage, đã ra mắt trong tháng 12 năm 2012. Người chơi thu thập các thẻ bài có hình minh họa nhân vật, hay hiếm hơn là các thẻ bài Clow, và huấn luyện để tăng thông số cho đội hình thẻ của mình để thách đấu với những người chơi khác.

### Sản phẩm khác
Kōdansha xuất bản ba quyển artbook dành cho loạt manga và ba quyển khác dành cho bộ anime truyền hình. Ba ấn bản artbook dành cho manga có tựa đề Cardcaptor Sakura Illust-shū, phát hành từ tháng 7 năm 1998 đến tháng 12 năm 2000; và các ấn bản dành cho anime lấy tên Cheerio!, phát hành từ tháng 4 năm 1999 đến tháng 9 năm 2000. Hai quyển artbook đầu tiên dành cho manga lần lượt đăng kèm theo hai chương truyện đặc biệt do chính CLAMP sáng tác mới, chưa từng xuất hiện trong xê-ri 50 chương thông thường: chương thứ nhất tập trung vào mối quan hệ giữa Tōya và Sakura, trong hoàn cảnh Sakura bị ốm và được anh trai chăm sóc; chương thứ hai xoay quanh chuyện tình yêu mới chớm giữa Sakura và Syaoran với tiền đề tương tự chương đầu, trong đó Sakura quan tâm thăm nom Syaoran đang ốm. Tạp chí trực tuyến Anime Style phát hành ba artbook mới cũng dành cho anime trong sự kiện Comiket lần thứ 87 vào tháng 12 năm 2014; mỗi quyển sách trưng bày các khung hình chính được thu thập lại sau quá trình sản xuất phim, các bản phác thảo và thiết kế nhân vật nguyên mẫu và một số tài liệu chế tác khác từ anime. Tháng 3 năm 2016, để kỷ niệm 20 năm tác phẩm đến với công chúng, Kōdansha ra mắt một artbook đặc biệt mới với nhan đề Cardcaptor Sakura Rensai Kaishi 20-nen Shūnenkinen Illust-shū, tổng hợp những họa phẩm kèm bình luận từng được giới thiệu trong các ấn phẩm tranh trước do CLAMP tuyển lựa, cùng danh mục hàng hóa nhượng quyền.
Một ấn phẩm dành cho người hâm mộ manga lấy nhan đề Cardcaptor Sakura Memorial Book xuất bản vào tháng 2 năm 2001, trưng bày nhiều minh họa khác nhau từ tác phẩm, thông tin hàng hóa nhượng quyền và những bài phỏng vấn. Bốn quyển sách tương tự dùng chung tựa Complete Book phát hành dành cho bộ anime truyền hình và các phim điện ảnh. Hai ấn bản dành cho bộ phim truyền hình là Clow Card-hen (クロウカード編 Phần Thẻ bài Clow) và Sakura Card-hen (さくらカード編 Phần Thẻ bài Sakura) lần lượt ra mắt trong tháng 7 năm 1999 và tháng 6 năm 2000. Hai phim điện ảnh có hai ấn phẩm riêng phát hành vào tháng 10 năm 1999 và tháng 10 năm 2000. Một bộ gồm nhiều áp phích và một chiếc áo thun phát hành vào ngày 22 tháng 8 năm 2001. Một cỗ bài Clow 52 lá như trong anime được phát hành vào tháng 8 năm 1999 và quyển sách Clow Card Fortune Book hướng dẫn cách xem bói bằng cỗ bài này, tương tự bài tarot, đã ra mắt vào tháng 3 năm 2000. Cả cỗ bài lẫn quyển sách bói đều được tái bản nhân kỷ niệm 60 năm ra đời tạp chí Nakayoshi.
Mười tập truyện tranh anime có cùng nhan đề với nguyên tác manga đã ra mắt từ tháng 8 năm 1998 đến tháng 11 năm 2000, truyền tải hai mùa đầu tiên của chuyển thể anime truyền hình, dù một số tập phim bị lược bỏ. Ba tập tiếp theo kèm nhan đề phụ Sakura Card-hen, được xuất bản từ tháng 3 năm 2001 đến tháng 2 năm 2002, lấy nội dung đến tập phim thứ 59, và vẫn có một vài tập bị lược bỏ. Bốn quyển sách tranh dành cho anime truyền hình đã phát hành từ tháng 9 năm 1998 đến tháng 11 năm 2000. Bốn ấn phẩm nhãn dán cũng dành cho anime truyền hình, ra mắt từ tháng 8 năm 1999 đến tháng 3 năm 2004. Hai loạt tiểu thuyết anime truyền tải các phần Clow Card-hen và Sakura Card-hen, mỗi loạt dài hai tập, đã phát hành vào tháng 1 và tháng 2 năm 2018 bởi Kōdansha; truyện do Arisawa Yūki chấp bút dựa theo nguyên tác của CLAMP với các minh họa từ phim.

## Đón nhận

### Manga
Tính đến tháng 4 năm 2018, manga Cardcaptor Sakura đã bán ra hơn 17 triệu bản in. Tác phẩm rất phổ biến tại Nhật Bản, nằm trong tốp năm loạt truyện bán chạy nhất suốt thời gian phát hành; và đôi khi được ca tụng là một trong những đại diện tiêu biểu nhất của thể loại ma pháp thiếu nữ cùng với Sailor Moon. Nó được trao giải Seiun ở hạng mục Manga xuất sắc nhất vào năm 2001. Asano Atsuko ca ngợi thế giới trong Cardcaptor Sakura là "đầy quyến rũ." Shaenon Garrity của tạp chí Mỹ The Comics Journal miêu tả loạt truyện là tinh hoa của loại hình shōjo, theo đó đánh giá cao hướng đi trưởng thành của nửa sau cốt truyện. Cardcaptor Sakura được nhìn nhận như một "tác phẩm [manga] tối quan trọng" bởi Christopher Butcher của Comics212. Trong một bài phê bình của Lisa Anderson trên trang Manga Life, các tình tiết phụ trợ xuyên suốt xê-ri về sự tương tác giữa các nhân vật được chú ý đặc biệt. Anderson đánh giá cao cái cách mà manga, mặc dù từ những cảnh đầu tiên đã cho xuất hiện Sakura trong trang phục chiến đấu đuổi theo một thẻ bài Clow, song về sau lại tạo ra một "cú nhảy vọt theo hướng đi khác" khi chuyển sang tập trung vào các nhân vật. Cốt truyện cũng được khen là có chiều sâu. Mitz Mangrove, một drag queen trên truyền hình Nhật Bản, nói các mối quan hệ và tình yêu trong tác phẩm không dựa trên ý nghĩ "ra vẻ kẻ cả" rằng mọi con người đều giống nhau, mà trái lại đều chân thành và tự do.
Itoko trên trang Excite nhận xét những tình cảm vượt quá lằn ranh giới tính và tuổi tác được thể hiện một cách đẹp đẽ, đơn thuần và "không thiên vị" là một đặc trưng của tác phẩm. Sự "tinh khiết và đáng yêu" của Sakura đã "chiếm lấy trái tim" của mọi thế hệ độc giả, với hình tượng nhân vật tạo ra "cảm giác cân bằng giữa sự đồng cảm và khao khát yêu thương." Cách manga thể hiện những tình cảm gia đình, như mối quan hệ giữa Sakura với anh trai và người cha, được Melinda Beasi của Manga Bookshelf nhận xét là "quyến rũ và được viết một cách thấu đáo" không khác gì các dạng tình cảm lãng mạn. Bày tỏ ủng hộ quan điểm của người đồng nghiệp David Welsh rằng manga này "đáng yêu bằng tất cả những cách tốt nhất có thể đáng yêu," Beasi bổ sung "[nó] ấm áp, chân thành, dễ thương chân chất, thông minh khi cần thiết, và thường thì vui nhộn." Saiga Kiyoshi cảm thấy CLAMP đã rất "tự nhiên và tinh tế" khi thể hiện những mối quan hệ có nhiều khác biết so với tiềm thức của đối tượng độc giả chính là các bé gái. Saiga ca ngợi Cardcaptor Sakura đã trao cơ hội cho các độc giả nhỏ tuổi thưởng thức một tác phẩm mà bên cạnh nội dung chính là "nhiều 'sự thật' ẩn giấu đằng sau." Mặc dù vậy, Lesley Aeschliman của Blogcritics bày tỏ quan ngại trước những tình tiết thừa nhận tình yêu giữa các nhân vật là giáo viên và học sinh trong câu chuyện, gọi đó là "những kiểu quan hệ đáng ngờ."
Nhà phê bình Robert Nguyen của Anime News Network (ANN) cảm thấy phong cách của Cardcaptor Sakura "không đúng kiểu shōjo manga" khi nó "khắc họa mạnh cảm xúc nhân vật," và sự biến đổi phong phú nét mặt có thể làm xao lãng người đọc. Ngược lại, đồng nghiệp Jason Thompson khi so sánh với Sailor Moon đã gọi Cardcaptor Sakura là một "shōjo [manga] thuần chất," trong khi Sailor Moon—theo ý ông—lại hơi nghiêng về shōnen manga. Trong cuốn Manga: The Complete Guide, Mason Templar tuyên bố rằng xê-ri này "không chỉ là một trong những manga hay nhất dành cho thiếu nhi được dịch, mà còn là một trong những manga xuất sắc nhất có bản Anh ngữ, hết." Ông khen nhóm CLAMP vì sự sáng tạo cũng như tư duy kinh doanh sắc sảo của họ, khi đã tạo ra một tác phẩm mà "chắc hẳn sẽ có hàng loạt sản phẩm nhượng quyền" và một "tiền đề dễ bị quên béng đi" vì một cốt truyện "tràn đầy niềm hân hoan, ấm áp và kỳ diệu" mà đã "giàu ý nghĩa hơn cả những gì mà nó chứa đựng." Các nhà phê bình nhận định manga đang tỏ ra dễ thương, và trong một số trường hợp là "đáng yêu quá mức cần thiết." Tuy nhiên, Anderson nhìn nhận nó "hệt như Magic Knight Rayearth, ngay cả một câu chuyện dễ thương cũng giàu chiều sâu và cảm xúc." Nét vẽ của manga cũng được khen ngợi vì tính chi tiết và "hình các thẻ bài Clow được minh họa rất đẹp." Các thẻ bài được mô tả là "sự khéo léo pha trộn giữa ảo tưởng huyền diệu và hiện thực."

### Anime

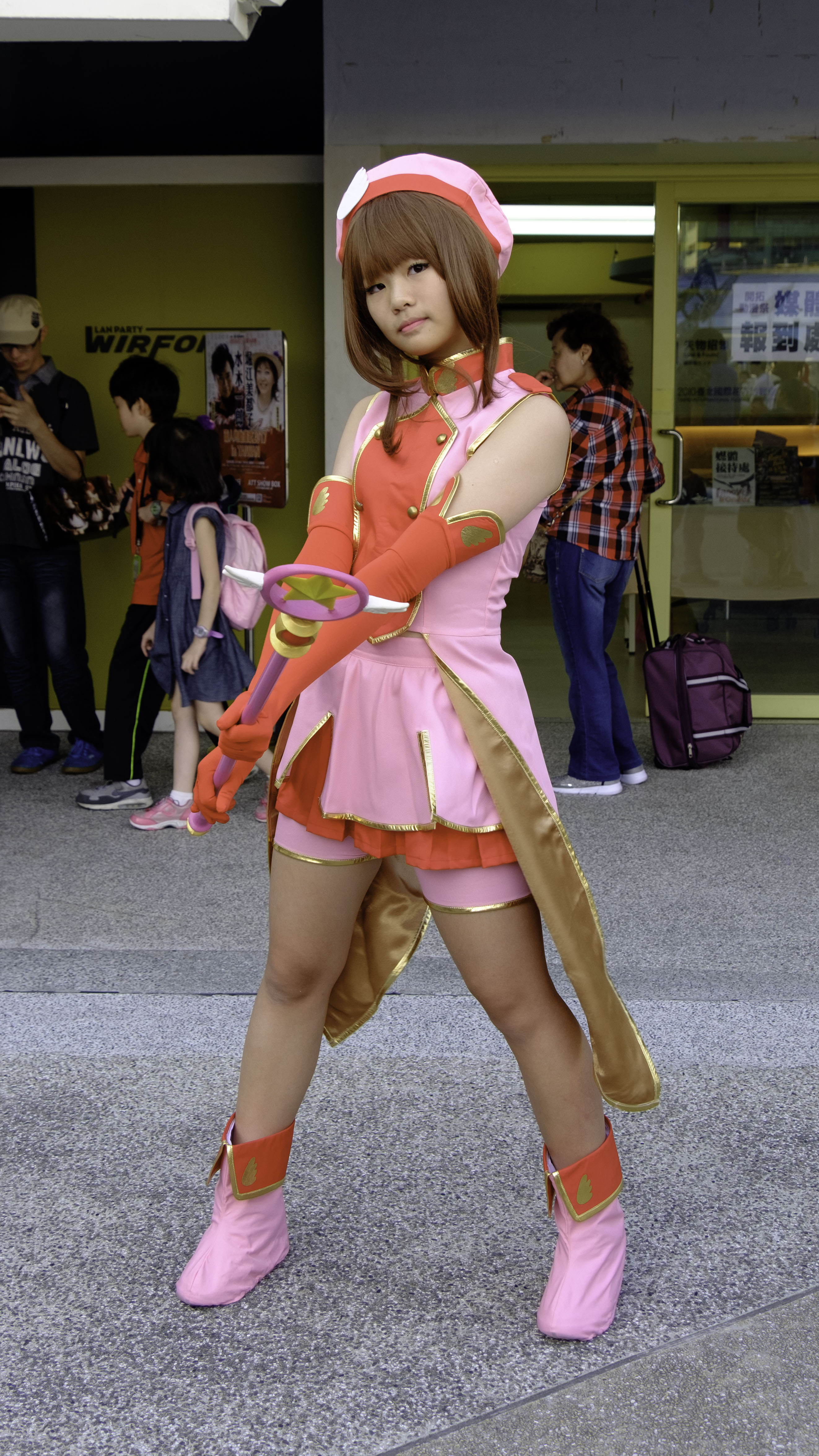
Cosplay Sakura trong sự kiện Triển lãm Hoạt hình châu Á (Petit Fancy) lần thứ 25 ở Đài Bắc, Đài Loan vào năm 2016.

Chuyển thể anime cũng rất phổ biến với khán giả, mặc dù từng có giai đoạn lượng người xem giảm đi. Cardcaptor Sakura đã đoạt giải thưởng Animage Grand Prix với danh hiệu Anime xuất sắc nhất vào năm 1999; nó trở lại giải ở vị trí á quân vào năm tiếp theo. Tháng 5 năm 2000, các đĩa LD thứ 8 và 17 là một trong các tựa phim bán chạy nhất vào thời điểm phát hành; đĩa 17 còn đứng đầu bảng xếp hạng. DVD thứ 18 nằm trong tốp tám đĩa DVD anime bán chạy nhất Nhật Bản vào tháng 6 năm 2000. Cộng tác viên Kevin Law của tạp chí Animerica chuyên về anime và manga cảm thấy rằng bộ phim sở hữu "óc thiết kế tinh vi" cho phép tác phẩm vượt qua khán giả mục tiêu ban đầu là thiếu nhi vì cả những người xem đài lớn tuổi hơn cũng cảm thấy thích thú. Đồng nghiệp Oshiguichi Takashi khám phá ra sức quyến rũ của Sakura và tán dương phong cách nghệ thuật của phim. Ông nhận xét rằng dù phim đã được "tính toán rất kĩ lưỡng" nhằm thu hút những khán giả nam, nhưng nó nhận được sự yêu mến từ giới mộ điệu nhờ vào "phong cách giải trí độc đáo" của CLAMP kết hợp với "thời điểm xuất hiện hoàn hảo của "những nhân vật phản diện đầy mê hoặc" và tính khác thường ở chỗ luôn thay đổi trang phục của nhân vật chính mỗi lần thu phục một thẻ bài mới. Đồng nghiệp Winnie Chow cho rằng các hoạt cảnh trong xê-ri này "vượt trội hơn nhiều so với một phim truyền hình [như nó]," và khen những cảnh thi triển phép thuật của Sakura gần như là độc nhất nhờ trang phục luôn thay đổi. Ca ngợi Sakura vì luôn giữ được "nét nữ tính truyền thống" chứ không tiếp nhận các đặc điểm nam tính để hợp xu thế, với sức mạnh toát lên từ trang phục, tâm hồn, và tình yêu thương trong chính cô bé, Cat Dennis từ Screen Rant nhận định bộ phim đã "khám phá sự phức tạp của tình yêu, bất kể là mối tình tri kỷ hay lãng mạn."
Zac Bertschy của ANN đánh giá cao Cardcaptor Sakura khi nó chọn thể loại ma pháp thiếu nữ vốn "bị lặp lại quá nhiều và xưa cũ đáng kinh ngạc," lại còn "mang đến cảm giác vui nhộn, khéo léo, các hoạt cảnh tươi đẹp, cảm động và hấp dẫn cùng lúc;" Bertschy đã gọi xê-ri này là "chương trình cô gái phép thuật tốt nhất từng được tạo ra." Chất lượng hoạt họa của phim được mô tả là "cực kỳ linh động" với các thiết kế nhân vật "duy trì độ chi tiết nhất quán và ấn tượng, ngay cả trong các pha hành động." Anime đi theo một công thức định sẵn, nhưng không vì thế mà giảm đi sức lôi cuốn. Mặc dù đối tượng mục tiêu chính của Cardcaptor Sakura thường là những cô gái trẻ, bộ phim được ca ngợi là mang "những yếu tố mà ai cũng sẽ thích, dù là ở độ tuổi hay giới tính nào, miễn là họ có một tâm hồn đủ cởi mở." Cây bút Hannah Collins của The Mary Sue gọi bộ phim là một anime "đong đầy niềm ấm áp chân thành, dịu dàng, và chứa đựng thông điệp sâu sắc về sự chấp nhận." Nhạc phim nhận phản hồi tích cực từ Jake Godek của THEM Anime Reviews, vì "tạo cảm giác khá ổn cho từng cảnh phim, mang đến những rung cảm dễ thương/hoành tráng." Godek cũng khen hai nhạc phẩm dạo đầu và kết thúc đầu tiên, nhận xét chúng "vui tươi và hân hoan [qua đó] truyền tải nét đáng yêu của chương trình." Năm 2005, phim đứng ở vị trí thứ 69 trong bảng xếp hạng tốp 100 anime do kênh TV Asahi tổ chức, được đúc kết trên cơ sở khảo sát toàn quốc ở nhiều nhóm tuổi. Sang năm 2006, Cardcaptor Sakura được bình chọn vào danh sách 100 tác phẩm tiêu biểu của Nhật Bản ở hạng mục phim hoạt hình nhân Liên hoan Nghệ thuật truyền thông lần thứ 10.
Phiên bản Cardcaptors trên kênh Kids' WB của Hoa Kỳ chịu nhiều chỉ trích. Godek gọi nó là "điều tồi tệ nhất từng xảy ra cho một anime có tên tuổi ở Nhật Bản," với phần lồng tiếng Anh bị chê là "một trong những [yếu tố] tệ hại nhất nếu không muốn nói là bản lồng tiếng tệ hại nhất từng được tạo ra cho một chương trình." Ông cũng chỉ trích sự biên tập, nói rằng nó đã "hủy hoại kịch bản" và nhấn mạnh việc cắt đi những phân cảnh giới thiệu quan trọng về nhân vật khiến cho cốt truyện trở nên khó hiểu. Adam Arnold của tạp chí trực tuyến Animefringe, trong bài phê bình về đĩa DVD đầu tiên của Cardcaptors, tuyên bố nó "không có mục đích nào khác hơn là cố gắng pha loãng một anime được nhiều người ưa thích," với các vai lồng tiếng được mô tả là "không hề sánh ngang với bản gốc." Thứ tự các tập phim trong DVD cũng bị chỉ trích, chỉ ra rằng việc bắt đầu từ tập 8 đồng nghĩa dàn nhân vật "[tự nhiên] nhảy ra mà không ai biết thông tin gì [về họ]." Tuy nhiên, ông cũng chấp nhận việc truyện phim vẫn được giữ nguyên vẹn, và khen vai diễn của Carly McKillip lồng tiếng Sakura và Alyn Faber lồng tiếng Syaoran, nhận xét họ là "những giọng [lồng tiếng] duy nhất thực sự tỏa sáng so với [các vai] còn lại." Darius Washington trong bài phê bình trên tạp chí trực tuyến EX cũng nói về sự khác biệt đáng kể giữa bản phim gốc và Cardcaptors, trong đó ông đặc biệt bối rối khi tên phim bị thay đổi. Washington phản hồi tích cực hơn về các giọng lồng tiếng, tuy nhiên cũng lưu ý giọng của Sakura "hơi già so với một bé gái 10 tuổi." Bất chấp sự chỉ trích, anime Cardcaptors vào năm 2001 đã lọt vào vị trí thứ 46 trong bảng xếp hạng "Tốp 50 anime phát hành ở Bắc Mỹ" của Wizard's Anime Magazine.

### Di sản

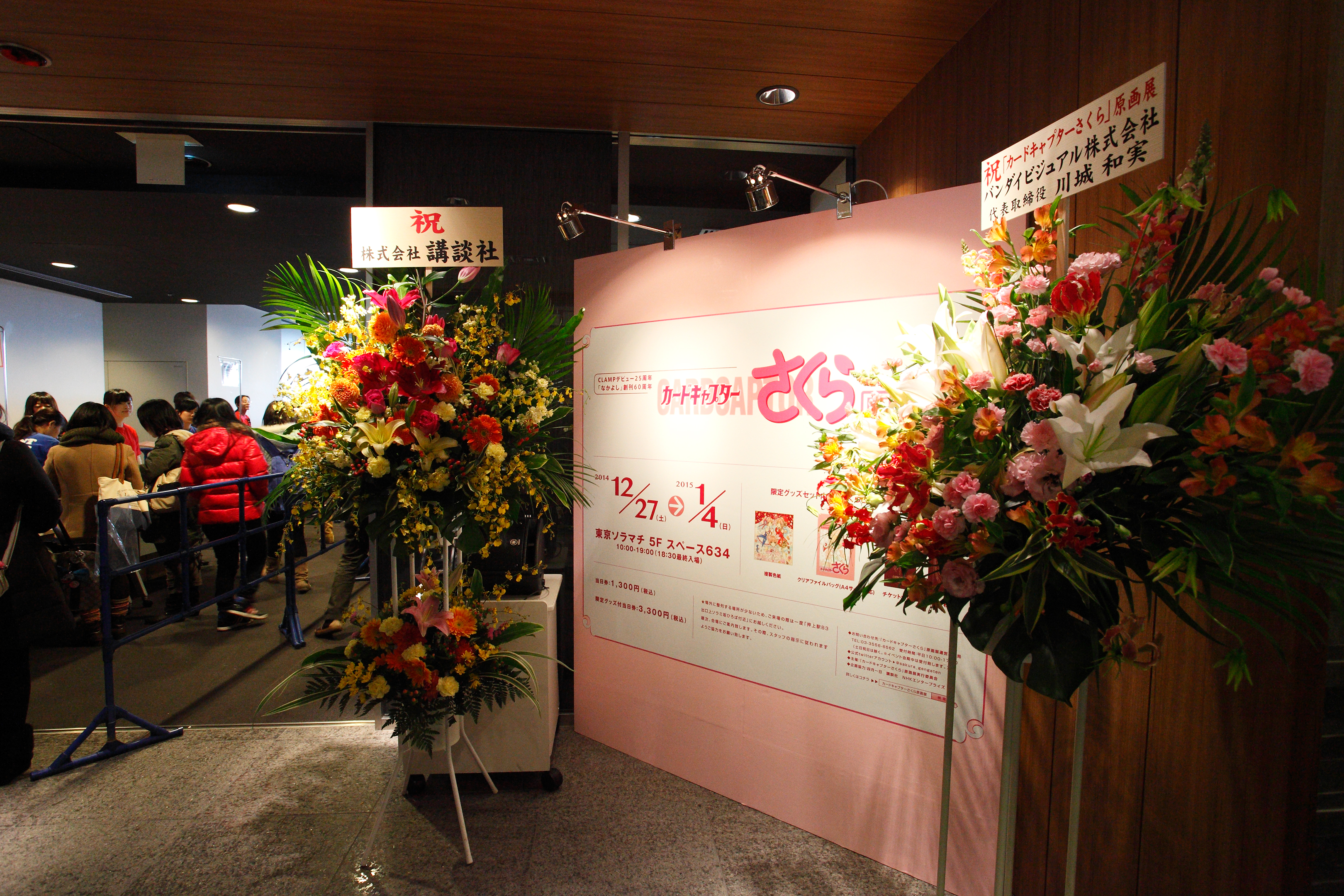
Bảng chào tại sự kiện triển lãm nghệ thuật nguyên bản Cardcaptor Sakura ở Tokyo từ ngày 27 tháng 12 năm 2014 đến 4 tháng 1 năm 2015.

Hai cuộc triển lãm nghệ thuật chủ đề Cardcaptor Sakura đã được tổ chức. Đầu tiên là triển lãm nghệ thuật nguyên bản nhân kỷ niệm 60 năm phát hành tạp chí Nakayoshi và 25 năm CLAMP hoạt động sáng tác, tổ chức lần lượt tại ba thành phố lớn của Nhật Bản là Tokyo, Nagoya và Ōsaka theo từng giai đoạn, với ngày khai trương đầu tiên ở Tokyo là 27 tháng 12 năm 2014, và bế mạc tại Ōsaka vào ngày 29 tháng 3 năm 2015. Tiếp theo là Cardcaptor Sakura Ten: Mahou ni Kakerareta Bijutsukan (Triển lãm Cardcaptor Sakura: Bảo tàng nghệ thuật mê hoặc) diễn ra ở Roppongi Hills Mori Tower, Tokyo từ ngày 26 tháng 10 năm 2018 đến 3 tháng 1 năm 2019, có quy mô lớn hơn nhiều và chia làm hai giai đoạn. Nó được thiết kế để kết hợp các hiệu ứng ma thuật của thẻ bài, và hướng đến những trải nghiệm và cảm quan về thế giới trong tác phẩm qua từng phòng trưng bày. Có khoảng 200 minh họa và tài liệu thiết kế gốc được giới thiệu trong triển lãm này cùng hơn 150 mặt hàng nhượng quyền. Các quán cà phê của Animate được bài trí và phục vụ thực đơn lấy cảm hứng từ tác phẩm đã triển khai tại một số địa phương trên toàn quốc vào năm 2016. Một bữa tiệc chúc mừng sinh nhật Sakura đã tổ chức ở Kodaira, Tokyo vào ngày 1 tháng 4 năm 2017 tại một hội trường có sức chứa hơn 1.200 người; sự kiện quy tụ dàn diễn viên lồng tiếng cho anime Cardcaptor Sakura trước khi họ tiếp tục công việc trong chuyển thể phim của hậu truyện Cardcaptor Sakura – Thẻ bài pha lê.
CLAMP đã vẽ tranh Cardcaptor Sakura kêu gọi quyên góp và động viên người dân Nhật Bản tái thiết sau thảm họa Động đất và sóng thần Tōhoku 2011. Tranh minh họa Sakura, được tải lên Nico Nico Douga dưới dạng video có kèm câu thoại "mọi chuyện nhất định sẽ ổn thôi" là thu âm mới từ seiyū Tange Sakura. Nhân kỷ niệm 30 năm thành lập, thương hiệu bút màu Copic đã ra mắt một hộp Copic 24 màu đặc biệt chủ đề Cardcaptor Sakura vào ngày 28 tháng 12 năm 2017, gồm những màu mà CLAMP thường dùng trong quá trình sáng tác manga. Đã có nhiều action figure được chế tác dành cho xê-ri, chủ yếu lấy hình mẫu Sakura, trong đó tiêu biểu là figure "Kinomoto Sakura Stars Bless You" do Good Smile Company sản xuất bằng chất liệu nhựa ABS và PVC. Figure phát hành vào tháng 9 năm 2017 với giá niêm yết 23.148 yên Nhật (khoảng 4,7 triệu VNđ), nhân các hoạt động kỷ niệm 15 năm thành lập công ty này và 20 năm ra đời Cardcaptor Sakura. Ngày 11 tháng 12 năm 2016, nhà báo người Peru Sofia Pichihua được Sách Kỷ lục Guinness chứng nhận là cá nhân sở hữu bộ sưu tập kỷ vật Cardcaptor Sakura lớn nhất thế giới. Tự nhận mình là một otaku, Sofia đã sưu tầm hơn 1.300 mặt hàng gốc và nhượng quyền của tác phẩm trong suốt 17 năm, với tổng giá trị tài sản lên đến 15.000 đô la Mỹ (khoảng 350 triệu VNđ). Kỷ lục này sau đó tiếp tục bị phá vỡ bởi một cosplayer người Nhật tên Shirahoshi Natsumi vào năm 2019 với thành tích sưu tầm 1.709 vật phẩm, và gần đây nhất là vào năm 2021 bởi một chàng trai người Mỹ tên Matthew Emblidge với tổng số vật phẩm lên tới 4.873 món đúng vào dịp kỷ niệm 25 năm ra mắt manga. Các nhân vật trong Cardcaptor Sakura còn xuất hiện và đóng vai trò chính trong một sự kiện hợp tác quảng bá của trò chơi Granblue Fantasy vào tháng 10 năm 2017.
Tháng 1 năm 2002, chuỗi nhà hàng Taco Bell của Mỹ tiến hành một tháng ròng khuyến mãi bốn mặt hàng đồ chơi Cardcaptors đối với các suất ăn dành cho trẻ em của họ và công ty dự kiến sẽ phân phối đến 7 triệu món đồ chơi trong tháng. Hiệp hội gia đình Hoa Kỳ—được miêu tả là một "tổ chức chính trị Thiên chúa giáo bảo thủ"—đã phàn nàn về chính sách khuyến mãi này vì tổ chức cảm thấy các thẻ bài Clow trong tác phẩm quá giống bài tarot và thần thoại phương Đông. Tuy nhiên, lời khiếu nại vẫn không được đưa ra cho đến khi chương trình khuyến mãi kết thúc đúng theo thời gian dự định, vì vậy không rõ những phát ngôn của tổ chức này gây ảnh hưởng như thế nào.